# Schlacht auf dem Amselfeld (1389)
Die Schlacht auf dem Amselfeld (serbokroatisch Битка на Косову Bitka na Kosovu, türkisch Kosova Meydan Muharebesi) fand am 15. Juni 1389 auf dem Amselfeld unweit Priština am Flusslauf des Lab im heutigen Kosovo statt. Das serbische Koalitionsheer unter der Führung des Fürsten Lazar Hrebeljanović sowie Vuk Brankovićs wurde durch eine Armee des mit Lazar verbündeten bosnischen Königs Tvrtko I. unter dem Woiwoden Vlatko Vuković verstärkt. Ihnen gegenüber stand das osmanische Heer unter Sultan Murad I. und dessen Söhnen Bayezid I. und Yakub.
Der Konflikt entstand aus dem offensiven Vorgehen der Osmanen gegen die verbliebenen unabhängigen christlichen Reiche auf der Balkanhalbinsel. Murad I. versuchte, die serbischen Fürstentümer der Oberhoheit des Osmanischen Reiches zu unterwerfen. Damit wäre das letzte Hindernis zur Übernahme des Byzantinischen Reiches mit dessen Hauptstadt Konstantinopel beseitigt gewesen.
Die Schlacht, in der die Anführer beider Streitmächte fielen, endete ohne eindeutigen Sieger. Im Ergebnis war aber der Widerstand der serbischen Fürsten gegen die osmanische Expansion in den nachfolgenden Jahren entscheidend geschwächt. Serbische Verbündete, wie das Fürstentum der Lazarevići, mussten die Oberhoheit und Vorherrschaft der Osmanen anerkennen, der sich einzig Vuk Branković als Fürst auf dem Territorium des heutigen Kosovo auch nach der Schlacht widersetzte. Bei den Verhandlungen einer Friedensregelung zwischen Fürstin Milica und Sultan Bayezid musste dadurch auch die jüngste Tochter Lazars, Olivera Despina, als Tribut in den Sultans-Harem nach Bursa übergeben werden.
Obwohl das Byzantinische Reich nicht an der Schlacht beteiligt war, schied es durch die Schwächung der serbischen Verbündeten und deren Anerkennung der Oberhoheit der Osmanen endgültig als Machtfaktor in Südosteuropa aus. Byzanz wandte sich Rom zu, um mit der Unterstützung des christlichen Europas die endgültige Unterwerfung Konstantinopels abzuwenden.
Das Ereignis wurde in der Überlieferung schon bald durch Prozesse der Legendenbildung in Volksdichtung sowie insbesondere in der Rezeption der serbisch-orthodoxen Kirche im Amselfeld-Kult in einer stark mythologisierten Form weitergegeben. Im Genre der über Jahrhunderte von Guslaren in Begleitung der Gusle oral überlieferten Kosovo-Epen formten sich in der Abwandlung von zeitgenössischen Chroniken und Historiographien in den Volksüberlieferungen die Leitthemen des Martyriums Lazars, dem Verrat Vuk Brankovićs und der Heldentat Miloš Obilićs zum Nationalmythos Serbiens (Legende vom Amselfeld – Priča o boju kosovskom), in dem die Illusion eines türkischen Sieges, durch ökonomischen und militärischen Antrieb die Balkanhalbinsel dem Einfluss des Osmanischen Reiches zu unterwerfen, bald durch die historische Realität verwirklicht wurde. Jedoch ist die Meinung, das Serbische Reich wäre auf dem Amselfeld untergegangen, fundamental falsch, da der Staat auch danach für weitere sieben Jahrzehnte bestand und dabei sowohl ökonomisch wie auch kulturell wiederauflebte.
Der am 15. Junijul. / 28. Junigreg. in Serbien gefeierte Vidovdan ist der Gedenktag der Schlacht. Der in der Schlacht gefallene Fürst Lazar wurde schon 1390 oder 1391 heiliggesprochen und ist einer der wichtigsten Heiligen der serbisch-orthodoxen Kirche. Seine Gebeine befinden sich heute in seinem Mausoleum, dem Kloster Ravanica.

## Vordringen der Osmanen

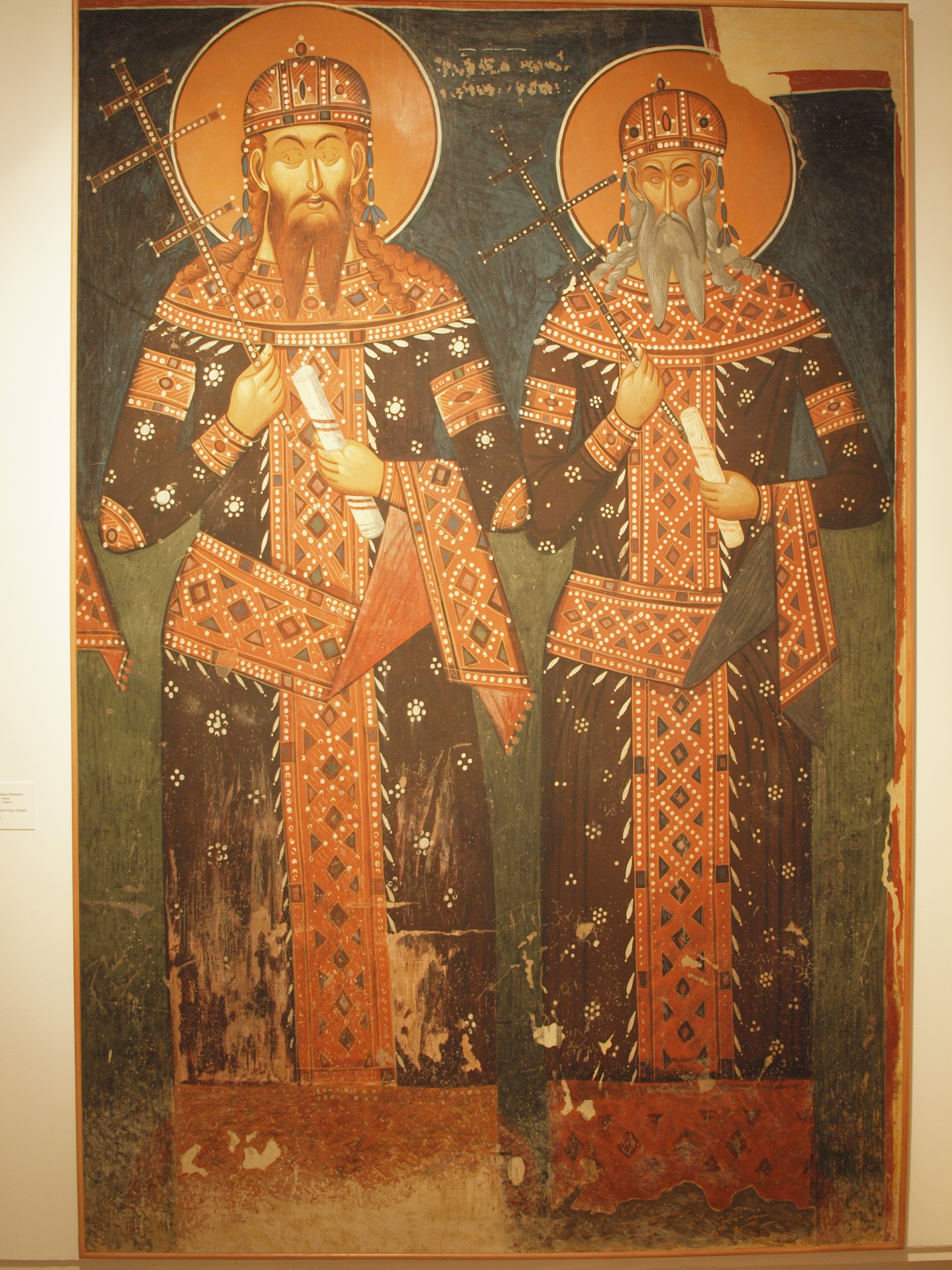
Das Fresko von Zar Stefan Uroš V. und König Vukašin Mrnjavčević in einer zeitgenössischen Darstellung zeigt die beiden zentralen Herrscherfiguren des serbischen Großreiches in Nachfolge von Stefan Uroš IV. Dušan. Der Aufstieg König Vukašins und die gleichzeitige Unterhöhlung der Macht des letzten Nemanjiden-Herrschers läuteten den Abstieg und letztlich den Untergang des serbischen Reiches ein. Kloster Psača, ca. 1365–1371.

### Situation nach der Schlacht an der Mariza
Nach der Schlacht an der Mariza 1371 im heutigen griechisch-türkischen Grenzgebiet zwischen einer serbischen Streitmacht unter König Vukašin Mrnjavčević und Despot Jovan Uglješa und dem osmanischen Heer unter dem Beylerbey Lala Şahin Paşa wurde die innere Einheit des serbischen Großreiches, das unter Stefan Uroš IV. Dušan die Vormachtstellung in Südosteuropa errungen hatte, sich aber in der Regierungszeit seines Sohnes Zar Stefan Uroš V. durch zentrifugal wirkende Kräfte immer weiter auflöste, zerstört. Nachdem Stefan Uroš V. 1371 kinderlos verstorben war, bildeten sich einzelne serbische Fürstentümer, die von den Lazarevići, Brankovići, Mrnjavčevići, Vojinovići und Balsići regiert wurden. Um die Vorherrschaft über die serbischen Fürstentümer griff jedoch auch der bosnische Ban Tvrtko ein, der über weitere verwandtschaftliche Bande mit dem ehemaligen serbischen Königshaus verbunden war.
Die früheren militärischen und kulturellen Erfolge im mittelalterlichen Serbien basierten auf einer florierenden und vielseitigen Ökonomie. Die Gebirge, Flachländer, Flüsse und das Meer stimulierten den Handelsverkehr wie auch die Landwirtschaft und Viehzucht. Da Serbien auf der Hauptverkehrsroute zwischen Ost und West lag, war die Bewegung und der Austausch von Menschen, Gütern und Ideen intensiv. Ausländische Bergleute, überwiegend Sachsen, bildeten ein gewöhnliches Bild in den serbischen Städten; allein die Ausfuhr von Silber, das 1422 aus Serbien und Bosnien über Dubrovnik exportiert wurde, machte in der Ersten Hälfte des 15. Jahrhunderts 25 % der europäischen Silberproduktion aus. Als stärkste unter den Fürstentümern entwickelten sich solche, in denen die größten und ertragreichsten Silberminen lagen. Da der Silberpreis in Folge des Venezianisch-Genuesischen Handelskrieges (1378–1381) um ein Viertel gestiegen war, kam dem Metallhandel im ausgehenden 14. Jahrhundert auch eine wirtschaftlich immer weiter steigende Bedeutung zu. Im Fürstentum Lazars, Vuk Brankovićs und des bosnischen Bans Tvrtko lagen die erzreichen Metalllagerstätten (Kopaonik Gebirge, bei Srebrenica sowie im zentralbosnischen Basin). Da für die Metallverarbeitung und den Bergbau arbeitsintensive Produktionsmittel Voraussetzung waren, nahm die Bedeutung der Handelsstädte zu. Städte, in denen Metalle überwiegende von Kaufleuten Dalmatiens gehandelt wurden, entwickelten sich zum neuentstandenen Stadttyp des Trg. Aus dem ökonomischen und politischen Bedeutungszuwachs der zwei wichtigsten Fürstentümer, Lazars Morava-Serbien, und Tvrtkos Bosnien, entwickelte sich aus der ökonomischen Etablierung der Herrschaftshäuser im nachfolgenden auch zwischen den beiden prosperierenden Fürstentümern eine für die weiteren Jahrhunderte stabile Grenze, die sich zu den eigentlichen Territorien Bosniens und Serbiens ausformte. 1378 nahm Tvrtko den symbolischen Titel Stefan an und ließ sich damit als Nachfolger der Nemanjiden zum König der „Serben, Bosniens, des Küstenlandes und der Westlichen Länder“ krönen. Während Tvrtko damit die Aspiration der serbischen Krone zum Ziel hatte, so stellte sich Lazar als Beschützer der serbischen Kirche dar. Damit stand Lazar dem Serbischen Patriarchen in der Rolle des einstigen Zaren gegenüber und rief mit seinem Verbündeten Đurđe Balšić 1375 das Kirchenkonzil zur Wahl des neuen serbischen Patriarchen in Peć ein. In den beiden neuentstandenen politischen Zentren entwickelten sich aber parallel eine sowohl gegenüber den innerpolitischen Geschehnissen in Ungarn und dem offensiven Vorgehen des Osmanischen Reichs koordinierte Politik, in der sich Lazar und Tvrtko gegenseitig unterstützten.

### Erste osmanische Einfälle nach Serbien
Mehrere osmanische Feldzüge führten nachfolgend über Bulgarien in die serbischen und bosnischen Fürstentümer, wodurch diese ihr Einflussgebiet sukzessive auch auf die altserbischen Länder des ehemaligen Serbischen Reiches auszuweiten vermochten. Diese osmanische Expansion erfolgte ab 1381, erlitt aber anfangs Rückschläge (1381 Niederlage bei Paraćin). 1385 folgte eine Expedition in das Herrschaftsgebiet der Balšići (Schlacht bei Berat, auch Schlacht von Savra, 18. September 1385), in welcher der Dux von Durrës, Balša II. fiel. Danach erreichten erste osmanische Abteilungen das dalmatinische Küstenland und im Oktober/November 1386 musste daraufhin in Dubrovnik ein allgemeiner Türken-Alarm ausgerufen werden, als diese das Hinterland des Ionischen und Adriatischen Meeres bis zur Umgebung Dubrovniks verwüsteten. 1386 erfolgte über die Unterwerfung bulgarischer Territorien die Eroberung von Niš. Erst der bosnische König Tvrtko konnte die Osmanen am 27. August 1388 in der Schlacht bei Bileća zurückschlagen.

### Feldzug Murads 1387
Im ersten von Murad I. persönlich geleiteten Feldzug in das wirtschaftlich und politisch wichtige Fürstentum von Lazar Hrebeljanović 1387, der ergebnislos beendet wurde (in der Literatur wird der Feldzug fälschlich meist als sogenannte Schlacht bei Pločnik bezeichnet, obwohl sich Lazars- und Murads Heer während des Feldzuges nur aus sicherem Abstand beobachteten), war für Lazar, der sein Staatsgebiet um Morava-Serbien mit dem Besitz der wichtigsten Bergbauzentren um Novo Brdo, Rudnik und Srebrenica zum wichtigsten der serbischen Teilherrscher ausbauen konnte, die entscheidende Auseinandersetzung mit Murad nur noch eine Frage der Zeit. Im Feldzug von 1387 konnten die Osmanen, wie zahlreiche Quellen darstellen, jedoch schon zum Kloster Gračanica vordringen, das bei Murads erstem Eintreffen auf dem Amselfeld von brandschatzenden osmanischen Abteilungen heimgesucht wurde und so auch vorbereitend für ein späteres Aufeinandertreffen das Amselfeld erkunden.

## Die Serbischen Fürstentümer

### Lazars Rolle
Der Aufstieg Fürst Lazars zum dominanten Territorialherrscher und eigentlichem Erben der Nemanjiden-Dynastie unter den zahlreichen serbischen Fürsten vollzog sich bald nach der Schlacht an der Mariza 1371. Die Nemanjiden hatten in über zwei Jahrhunderten die bestimmende Staatsideologie, in der ein sakraler Charakter der Dynastie, da alle Herrscher bis auf Stefan Dušan heiliggesprochen wurden, ein wesentliches Element bildete. Mit Zar Dušans ausgreifendem territorialem Erwerbungen wurde die einstige ethnische und kulturelle Einheit Serbiens, in der zwar serbische Fürsten die neuerworbenen Territorien leiteten, jedoch die universale Idee eines Kaiserreiches zumindest in seiner Idee auch ideologisch umgesetzt werden sollte, ausgehöhlt. Als größtes Problem erwies sich der Zusammenstoß Dušans mit dem Konstantinopler Patriarchat, der zu einer ernstzunehmenden Krise im Ansehen der Nemanjiden als heiliger Dynastie beitrug. Die Staatskrise wurde aber erst unter Dušans Nachfolger Uroš V. und insbesondere nach dessen Tod 1371 offensichtlich. Im Jahr 1371 wurde die gesamte bis dahin erfolgte Entwicklung des serbischen Reiches in Frage gestellt: die Einheit des Reiches wurde praktisch durch den Aufstieg der Territorialfürsten aufgelöst und die Nemanjiden als Träger der Staatsdynastie waren als Autorität verschwunden. Der bis dahin einheitliche Fluss der serbischen Geschichte wurde so nach Sima Ćirković in verschiedene regionale Arme geteilt.
Während sich die südlichen Feudalherrscher um König Vukašin und Despot Uglješa gegen die Tradition der Nemanjiden wandten, blieben die nördlichen Feudalherren der Nemanjiden-Tradition treu. Der bosnische Ban Tvrtko, wie auch Fürst Lazar versuchten die Tradition der Nemanjiden auf jeweils unterschiedliche Weise fortzuführen. Tvrtko der auf großen Gebieten des einstigen Nemanjiden-Reiches regierte, versuchte in seiner Ideologie der doppelten Krone (sugubom vencu) sowohl Nachfolger der bosnischen Bane, als auch der serbischen Krone zu werden. Tvrtko krönte sich zum König der Serben und Bosniens, jedoch hatte sein Bemühen keinerlei Auswirkung auf die serbischen Länder und hinterließ nur auf dem Territorium Bosniens dauerhafte Spuren.
Lazar der keine Aspirationen auf die serbische Königskrone zeigte, begnügte sich mit dem einfachen Titel eines Fürsten (samodržavni) und regierte das Territorium an den drei Morava-Flüssen (Westliche-, Südliche- und Große Morava), das er bald noch um die Mačva, sowie die Region um Belgrad vergrößerte. Als staatssymbolischen Akt nahm er nur den Namen Stefan an. Mit der Übernahme der Institutionen der Nemanjiden-Periode konnte er sein Fürstentum vergrößern und stetig weiter absichern. Als Stifter neuer Klöster und Kirchen übernahm er auch hierin die Kirchenideologie der Nemanjiden und übergab den alten Klöstern, wie auch denen des Athos, auf der ökonomische Möglichkeit seines mit zahlreichen Silberbergwerken ausgestatteten Fürstentums große Schenkungen. Mit Đorđe Balšić rief er auch zum Kirchenkonzil von Peć, um den Sturm in der Kirche über die unterschiedliche Kirchenpolitik der einzelnen Fürstentümern zu dimmen. Damit gewann Lazar zunehmend Autorität, die er auch durch die Familienpolitik in der Verheiratung seiner Töchter mit den umgebenden Fürstentümern untermauerte. Durch seinen Tod auf dem Amselfeld wurde er in die Reihe der Heiligen Könige aufgenommen, was einen neuen Zyklus und letztlich auch die Legitimation einer neuen serbischen Dynastie bedingte.

### Christliche Koalition

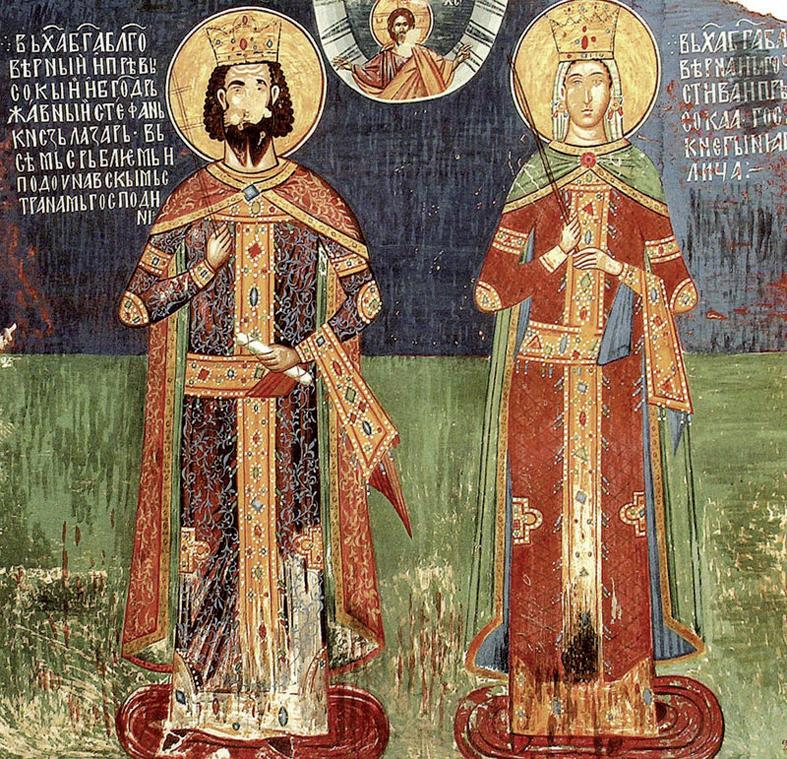
Fürst Lazar und Fürstin Milica, Kloster Ljubostinja um 1405

Da Lazar zu dieser Zeit auch mit Ungarn Krieg führte, musste er für die anstehende Auseinandersetzung zuerst mit Ungarn eine Regelung suchen. Sowohl Lazar als auch der bosnische König Tvrtko I. unterstützten im ungarischen Thronstreit die Gegenpartei Sigismunds von Luxemburg. Den innenpolitischen Konflikt in Ungarn ausnutzend, fiel Lazar in Syrmien ein, besiegte die dortigen ungarischen Truppen und besetzte einige Ortschaften. Überrascht von der Nachricht eines bevorstehenden osmanischen Aufmarsches, zog sich Lazar aus Syrmien wieder zurück, bot König Sigismund von Luxemburg einen Waffenstillstand an, versöhnte sich mit diesem und richtete ein Hilfsgesuch an Ungarn, um eine Koalition gegen die Osmanen zu bilden. Diesem Gesuch folgten jedoch lediglich der bosnische König Tvrtko I., der den Woiwoden Vlatko Vuković Kosača entsandte, und Vuk Branković, der im Gebiet des heutigen Kosovo und in Skopje herrschte. Nach einer sorgfältigen Vorbereitung wurde das Amselfeld 1389 als Austragungsort der Schlacht gewählt.
Einigen historischen Quellen zufolge kämpften an der Seite der Serben auch Ivan Paližna (bzw. Ivan Horvat; ein Verbündeter Lazars im Streit mit Sigismund) mit seinen Ordensrittern, Prior des Johanniterordens in Kroatien, genannt Ivanovci, der in einigen Quellen als Banus von Kroatien genannt wird. Für die Teilnahme kroatischer Kontingente wird die Erwähnung der Ungarn als Teilnehmer der Schlacht, wie in der Florentiner Chronik Cronica Volgare dal 1385 al 1409, als Hinweis genommen. Da durch die territorialen Streitigkeiten zwischen den serbischen Fürstentümern und dem Ungarischen Königreich von dieser Seite keine Unterstützung gegen die Osmanen zu erwarten gewesen war, wird die Möglichkeit gesehen, dass in der Florentiner Chronik mit der Erwähnung von Ungarn tatsächlich Kroaten gemeint gewesen sind.
Eine allgemeine Teilnahme albanischer Fürsten im serbischen Heer wurde zwar in der späten Chronik Gjin III. Muzaka (ital.: Giovanni Musachi) Breve memoria de li discendenti de nostra casa Musachi. Per Giovanni Musachi, despoto d’Epiro  von 1515 mit dem Tod von Theodor II. Muzaka in der Schlacht beschrieben, jedoch sind alle späteren Quellen, wie die von Muzaka, durch eine mehr oder minder starke Legendenbildung und Narration in Form der Volksüberlieferung für den wissenschaftlichen Kontext nicht eindeutig zuzuordnen. Da Muzaka den serbischen König Marko Kraljević (1371–1395) als bulgarischen Fürsten in der Schlacht aufführt, fehlt dieser Quelle aus serbischer Sicht die historische Glaubwürdigkeit, wie sie in den unmittelbaren Primärquellen zu finden ist. Eine mögliche Teilnahme der albanischen Fürsten Theodor II. Muzaka und Pal Kastrioti wird von Teilen der albanischen Historiographie bejaht, insbesondere in der serbischen Historiographie aber deutlich abgelehnt. Westliche Historiker erwähnen neben Serben und Bosniern auch Albaner, Bulgaren, Rumänen, Ungarn und Polen als Teilnehmer am christlichen Heer.

### Vuk Brankovićs Rolle

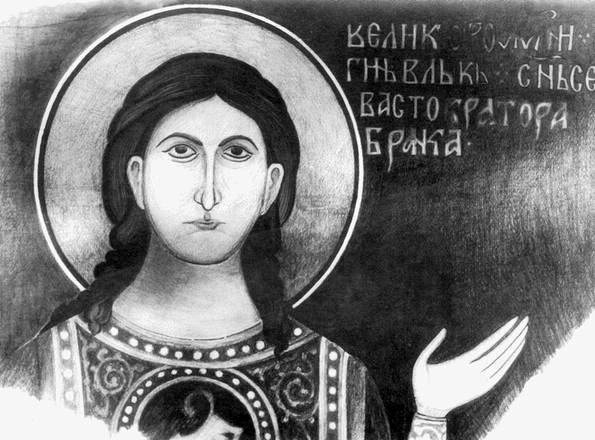
Einziges erhaltenes zeitgenössische Porträt des achtzehnjährigen Vuk Branković. Kloster Theotokos Peribleptos, Ohrid 1364/65.

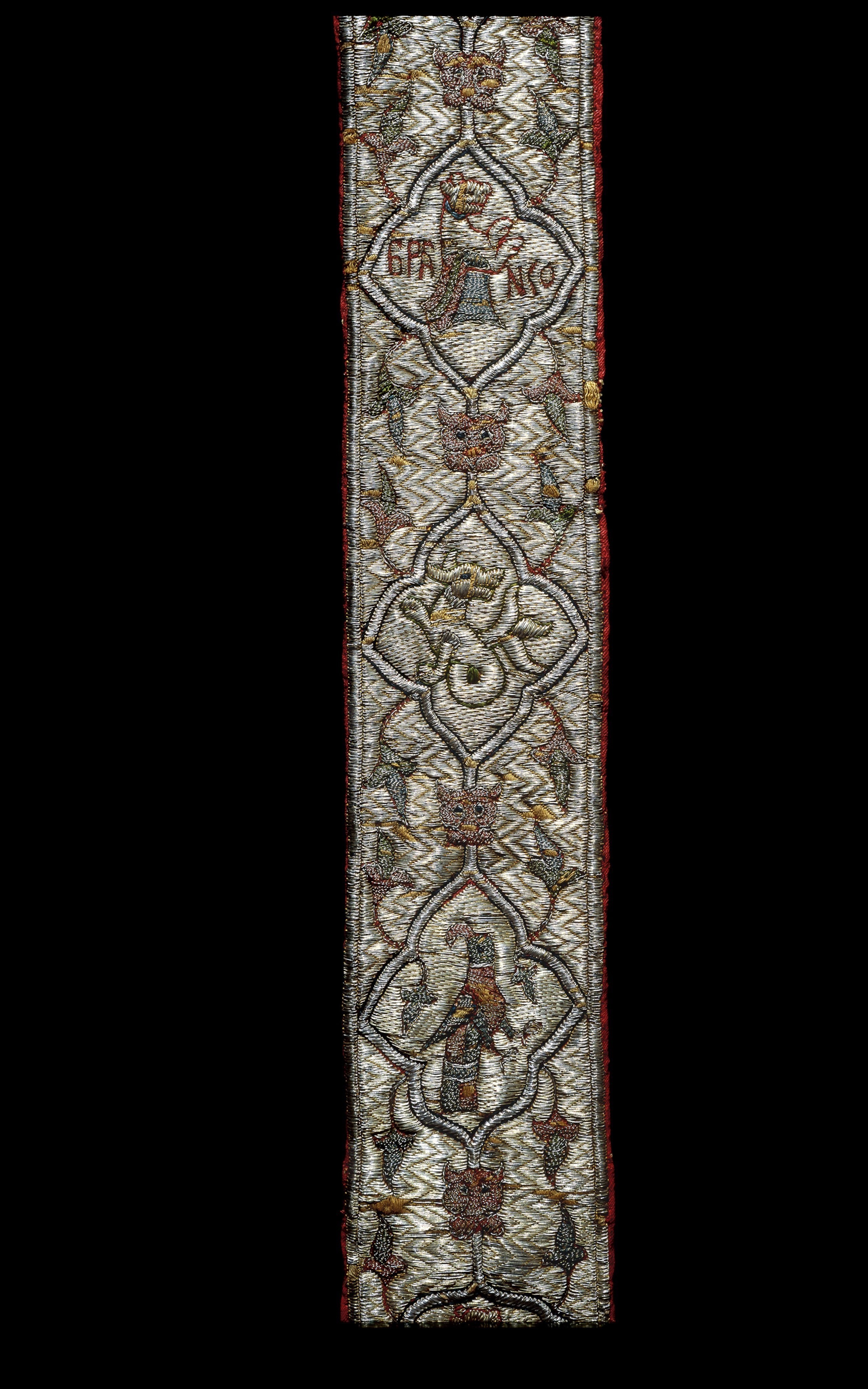
Teil des repräsentativen mit Silber gestickten Seiden-Gürtels Branko Mladenovićs mit seiner Namensinschrift. Der Gürtel war Teil des Herrschergewandes des Sebastokrators und ist in zwei separaten Teilen im British Museum und der Eremitage erhalten geblieben, um 1350 British Museum London.

Im Koalitionsheer Lazars übernahm Vuk Branković, dessen Territorium zwischen Ibar und Vardar das Kerngebiet des ehemaligen Nemanjiden-Reichs mit den Zaren-Städten Prizren und Skopje umfasste, und sich innerhalb seines Herrschaftsgebietes auch die Schlacht vollzog, neben Fürst Lazar die zentrale Position. Das spätere volkstümliche überlieferte Motiv des Verrats, in der Brankovićs Gestalt die Antithese gegenüber der Heldenfigur Miloš Obilićs ist, wird jedoch von keiner der Primär-Quellen gedeckt, wie auch Brankovićs Verhalten nach der Schlacht ohne solche Indizien bleibt (u. a. finden sich auch keine Anzeichen einer Belohnung durch Bayezid). Branković verweigerte als einziger serbischer Fürst sogar die Oberhoheit der Osmanen und wurde erst durch seine Gefangennahme in der Schlacht von Nikopolis 1396 als politischer Widersacher des weiteren osmanischen Vordringens ausgeschaltet. Er starb in Gefangenschaft am 7. Oktober 1397.

## Verlauf des Feldzuges im Sommer 1389

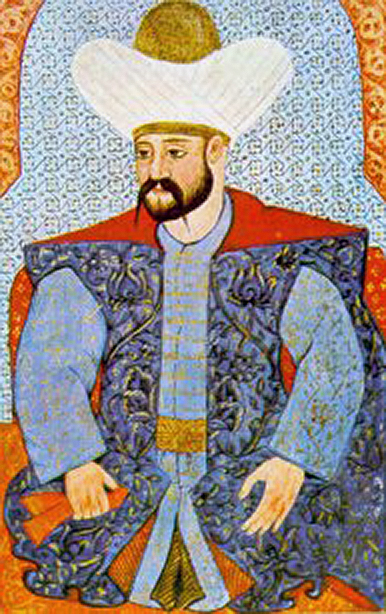
Osmanische Miniatur Murads I., 16. Jahrhundert

Nach allgemeiner Auffassung sammelte Fürst Lazar seine Truppen in Kruševac, denen sich hier auch die von König Tvrtko abgestellten Hilfstruppen anschlossen. Nachdem die Nachricht vom Anmarsch der osmanischen Armee in Richtung auf das Amselfeld in Kruševac aufgekommen war, begann auch der serbische Aufmarsch. Der Feldzug führte wahrscheinlich entlang der Rasina über Bela Crkva (Kuršumlija) zum Fluss Lab ins Amselfeld.
Die Osmanen sammelten ihre Armee in Plovdiv und marschierten über Velbužd. Die eigentlich kürzere Verbindung über die Konstantinopoler Militärstraße von Serdica (die heutige bulgarische Hauptstadt Sofia) nach Niš wurde zwar in osmanischen Quellen auch als Marschroute erwähnt, und Murad hatte demnach selbst eine Vorausabteilung zur Eroberung Pirots geschickt, jedoch sollen von Lazar entsandte Truppen schneller in Pirot gewesen sein und die Burg zerstört haben. Dass Murad tatsächlich über Pirot nach dem Amselfeld vordringen wollte, wird dennoch angezweifelt, da die Osmanen sowohl 1381 und 1386 bei ihren Einfällen über diese Heerstraße nicht weit in das Fürstentum Lazars vordringen konnten und zumeist schon an der Morava und deren Zuflüssen umkehren mussten. Daher wird angenommen, dass Murad von vornherein den Weg über Velbužd, Kratovo und Kumanovo ausgewählt hatte.
Weiter nahmen die Osmanen dann die Wegstrecke über Bujanovac, das mittelalterliche Dorf Rahovice (am heute nicht mehr vorgefundenen See Horavice), zu dem Quellfluss der südlichen Morava an der Binačka Morava entlang. Über Novo Brdo wurde Pristina erreicht. Nach Ankunft beider Heere fand südlich des Flusses Lab die anstehende Konfrontation statt.

### Stärke und Aufstellung der beiden Heere
Zahlen über die bewaffneten Kräfte der Kontrahenten sind nicht überliefert. Alle abendländischen und türkischen Quellen berichten über die zahlenmäßige Überlegenheit des christlichen Heeres – mit einer Ausnahme: Der britische Historiker Steven Runciman, Verfasser eines Standardwerkes über die Kreuzzüge, spricht von einer „großen zahlenmäßigen Überlegenheit der Türken“ auf dem Amselfeld. Etwa 40.000 Mann, von denen ein Großteil aus Anatolien kam, soll seine Stärke diesen Darstellungen zufolge betragen haben. Zu diesen osmanischen Truppen sollen sich auch serbische Fürsten aus Mazedonien als Vasallen gesellt haben, wie zum Beispiel Konstantin Dejanović, da die Osmanen Mazedonien bereits etwa 20 Jahre zuvor bei der Schlacht an der Mariza erobert hatten.
Im christlichen Lager sollen hingegen unter Fürst Lazar lediglich rund 25.000 Mann versammelt gewesen sein, von denen rund 18.000 Mann von Fürst Lazar selbst, die übrigen Männer vom bosnischen Feldherrn Vlatko Vuković und vom Fürsten Vuk Branković gestellt worden sein sollen. Sollten diese Zahlen stimmen, so hätte es sich tatsächlich um eine für die damalige Zeit beachtliche Heeresstärke gehandelt. Zum Vergleich: 1415 in der Schlacht von Azincourt im Hundertjährigen Krieg kämpften etwa 20.000 Franzosen gegen 6.000 Engländer.

### Schlachtverlauf

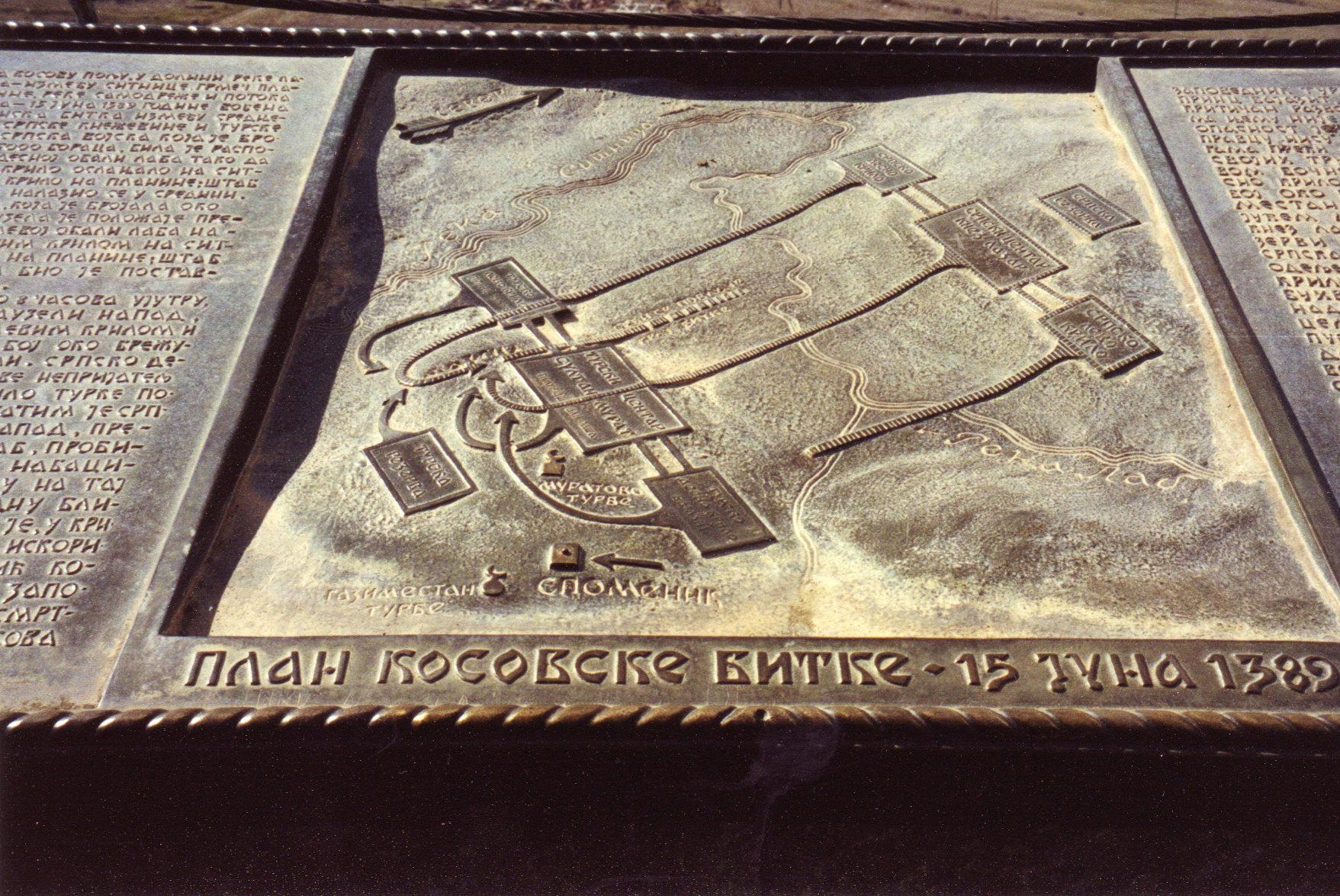
Die Schlachtaufstellung, Gazimestan

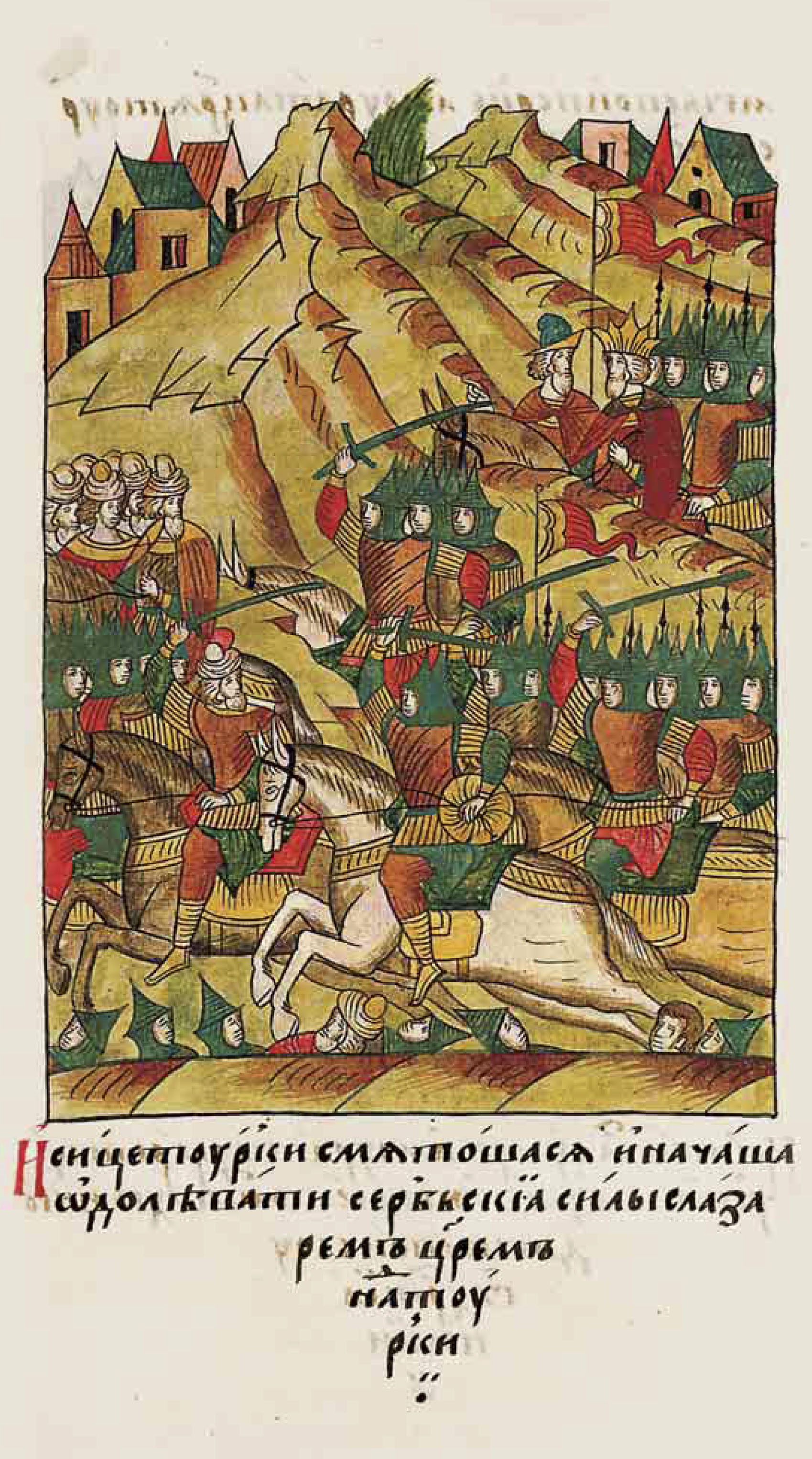
Fürst Lazar auf dem Amselfeld von den Osmanen verfolgt. Seite 302 der Illustrierten Chronik Iwan des Schrecklichen

Die einzige zeitgenössische Quelle, die Auskunft über die Aufstellung der beiden Heere sowie einige wenige Details zum Verlauf der Schlacht gibt, ist die von einem anonymen Verfasser stammende katalanische Chronik Història de Jacob Xalabín, die vermutlich 1403 gefertigt wurde. Die Chronik beschreibt das Leben von Murads Sohn Yakub und wurde noch vor Bayezids Tod in der Gefangenschaft Tamerlans 1403 beendet. Die Chronik beschreibt detailliert die Namen der osmanischen Heerführer (Yakub, Bayezid, Ali Pascha Evrenoz und Sahin Beg), sowie die Aufstellung von Lazars Heer. Überdies gibt diese Chronik auch wesentliche Informationen zum Beisein und Wirken Vuk Brankovićs in der Schlacht, dessen in den Legenden ausgiebig thematisierter Verrat alle späteren Nacherzählungen und Epen mitprägt.

„Und Lazar hat seine Leute eigenhändig in drei Gruppen aufgeteilt, einige hat der Ungar befohlen und angeführt, die zweite hat einer seiner Schwager (Vuk Branković) befohlen, der dort war, und die dritte Lazar selbst“

Ein weiterer Sachverhalt geht direkt auf den Schlachtverlauf ein und gibt insbesondere Informationen zu Vuk Brankovićs Rückzug, der jedoch mit gängigen mittelalterlichen Taktiken im Einklang steht:

„...und während sich die ersten Zusammenstöße ereigneten, so kam Lazar, der sich auf einem Ende der Armee gegen Evrenoz Beg stellte, um. Und als Lazars Schwager (Vuk Branković) erfuhr, dass sein Schwiegervater verloren war, so stand ihm nicht mehr der Sinn nach weiteren Angriffen, noch dass er die Schlacht verlängerte, sondern er befahl, dass keiner mehr daran teilnahm und dortselbst traf er den Befehl, dass sich alle auf ihr Land zurückgezogen und er dort herrschte.“

In der Beschreibung von Vuks Rückzug vom Schlachtfeld endet auch die Beschreibung der Schlacht aus der Chronik des anonymen Katalanen.
Obwohl keine direkten Quellen zur Taktik des serbischen Heeres in der Schlacht überliefert wurden, lässt sich diese mit ziemlicher Sicherheit aus der Historiographie Konstantin Kosteneckis über das Leben von Fürst Lazars ältesten Sohn Stefan Lazarević aus der Beschreibung der zweiten Schlacht auf dem Amselfeld von 1402 ableiten, wo Stefan seinem jüngeren Bruder Vuk einen Flügel übertrug und als Abmachung galt: sollte einer der Heerführer fallen, so würde sich der Überlebende zurückziehen um die weitere Herrschaft des Fürstenhauses zu garantieren.

„... und als er auf dem Amselfeld angekommen war, wo sein Vater (Lazar) umgekommen war, und dort erfuhr, dass dort viele Türken waren, so teilte er sein Heer das mit ihm war in zwei Teile, wie Jakob im Alten Testament, damit wenn einer der beiden aufgeschnitten werde, der andere sich rette. Falls einer der Brüder fiele, bliebe der andere seiner Heiligen Herde als Hirte erhalten …“

Nach Marko Šuica wäre ein solches Verhalten auch zwischen den Fürsten Lazar und Vuk Branković möglich, in dem Schwiegervater und Schwager in einem von Lazar angeführten Heer sich auf eine ebensolche Abmachung verständigt hätten. Da Lazars ältester Sohn Stefan noch zu jung war, um an ihn die Herrschaft zu übertragen und Vuk sich nach der Schlacht so verhielt, als wolle er auch über die Länder der Lazarevići regieren, ergeben sich Indizien, dass eine solche Absprache tatsächlich möglich war. Nach dieser Leseart hat sich Vuk Branković daher womöglich nur vom Schlachtfeld zurückgezogen, um mit den verbliebenen Heeresteilen die weitere Herrschaft in den serbischen Fürstentümern abzusichern. Zum anderen wird der Angriff des rechten Flügels, den Vuk befehligte, in der katalanischen Chronik als großer Erfolg gegen das osmanische Heer beschrieben, was ebenso gegen eine vorzeitige Flucht Vuks, oder gar einen Verrat spricht.
Detaillierte Berichte zur Schlacht gibt es nicht, weswegen auch die nachfolgenden Ausführungen nur eine mehr oder minder wahrscheinliche Rekonstruktion des tatsächlichen Schlachtverlaufs darstellen. Insbesondere die serbische nationale Geschichtsschreibung wartet diesbezüglich mit zahlreichen Details auf, die jedoch allesamt historisch nicht zu belegen sind. Gesichert ist lediglich, dass Fürst Lazar die Streitkräfte im Zentrum anführte, der Fürst Vuk Branković die Streitkräfte des rechten Flügels und der bosnische Feldherr Vlatko Vukotić die Streitkräfte des linken Flügels.

Wahrscheinliche Truppenaufstellung zu Beginn der Schlacht, rot: serbisch/bosnisches Heer, grün: türkisches Heer

Auf türkischer Seite führte Sultan Murad I. das Zentrum, sein älterer Sohn und Thronfolger Bayezid I. den rechten und der jüngere Sohn Yakub den linken Flügel. Der Grieche Evremos Beg war auf Gegenspionage und Abwehr christlicher Strategien spezialisiert. Ein gewisser Haidar war Kommandant der osmanischen Artillerie, die damals schon benutzt wurde. Es wurden schwere Salven auf die christlichen Ritter geschossen, die bis dato noch keinem Artilleriebeschuss ausgesetzt waren. Auch das serbische Heer hatte Kanonen. Die ersten Kanonen waren importiert und erstmals 1373 eingesetzt worden, 1385 wurden in Serbien die ersten eigenen Kanonen gegossen. Entgegen späteren Volksüberlieferungen und Legenden, die Erklärungen für das eigene Schicksal suchten, war das serbische Heer gut vorbereitet.
Die osmanischen Kanonen sollen die Schlacht eröffnet haben. In den meisten Quellen wird jedoch nichts von einem osmanischen Artillerieeinsatz erwähnt. Sie sollen Stein- und Eisenkugeln in die näher kommenden Linien der christlichen Reiterei geschossen haben. Es bedurfte eines Volltreffers, um einen Reiter samt Pferd aufzuhalten, daher war die Artillerie am Amselfeld nicht besonders wirkungsvoll, abgesehen von der psychologischen Wirkung. Der Beschuss hatte daher nur schwache Wirkung; er hatte lediglich die Pferde verstört.
Dem Artillerieeinsatz folgte ein Pfeilregen der Bogenschützen. Die schwer gepanzerten Reiter ritten in schwerfälligem Galopp auf die Bogenschützen zu, diese suchten auszuweichen und davon zu springen. In der Zwischenzeit war die osmanische Reiterei hervorgebrochen. Sie suchte die hinter der christlichen Reiterei gehenden Fußsoldaten zu erfassen. Der rechte Flügel unter Vuk Branković brachte dem Vernehmen bzw. den Berichten des osmanischen Thronfolgers Bayezid nach den linken osmanischen Flügel unter Yakub in schwerste Bedrängnis, auch im Zentrum schlugen die christlichen Ritter breite Bahnen in die osmanischen Reihen. Erst der Einsatz des rechten osmanischen Flügels unter Bayezid konnte eine sich anbahnende Niederlage der Osmanen abwenden. Der weitere Verlauf der Schlacht ist nicht bekannt oder kann nicht mit historischen Quellen belegt werden.

## Folgen der Schlacht

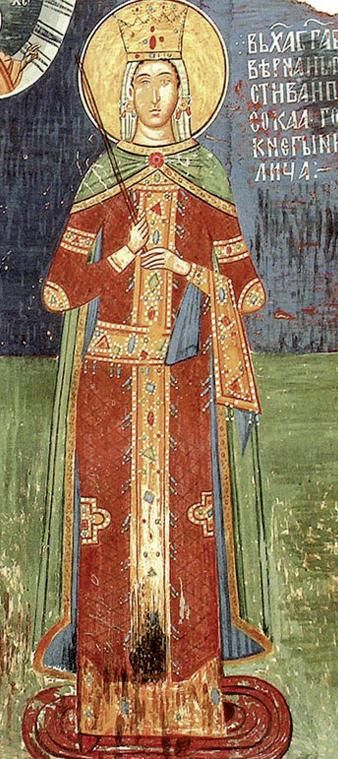
Fürstin Milica, nach 1389 Herrscherin über Morava-Serbien. Kloster Ljubostinja, frühes 15. Jahrhundert

### Historische Standpunkte
Je nach chronologischem Bezugspunkt wird der militärische Ausgang der Schlacht verschieden beschrieben. Auch unterscheiden sich christliche und muslimische Quellen nicht nur in den Einzelheiten wie beispielsweise den Umständen des Todes von Murad I., sondern auch allgemein über den militärischen Erfolg. Eine Asymmetrie in der Ausarbeitung der Amselfeldschlacht in der europäischen- und der osmanischen Militärgeschichte ist ebenfalls offensichtlich. Für letztere stellt die Schlacht nur eine Passage in den Eroberungen des osmanischen Weltreiches, für die ersteren hat sie aufgrund der Konsequenz der hier eingeleiteten, lang andauernden osmanischen Dominanz eine darauf zurückzuführende von stärkeren Interesse begleitete Rezeption, als die Schlacht an der Maritza (1371) oder die Schlacht von Angora (1402) erfahren.

### Frühe christliche Annalen über einen christlichen Sieg
Je näher jedoch christliche Quellen zum tatsächlichen zeitlichen Geschehen verfasst wurden, desto mehr liegt Betonung auf einem christlichen Sieg; keine dieser ersten Quellen berichtet von einem osmanischen Erfolg.
Die frühen Chroniken, die bis Ende des 14. Jahrhunderts datieren, umfassen einen Korpus von neun Primärquellen, die zwei Text-Gruppen zugehören:
- unmittelbare Nachrichten, die in Form von Briefen an verschiedene Herrschaftshäuser und Stadträte der Adriarepubliken von den Kanzleien der beteiligten christlichen Fürstentümer verschickt wurden und
- im klösterlichen Kontext niedergeschriebene kultisch-religiöse Buchtexte, die für die Belange der Kirche in spiritualisierter Form das „Martyrium Lazars“ beschreiben.

Für die Rekonstruktion der eigentlichen historischen Ereignisse sind die unmittelbar erhaltenen Brief-Korrespondenzen nach Konstantinopel, Venedig, Florenz, Paris, Barcelona, Trogir und Sutjeska (dem Herrschaftssitz Tvrtkos) am bedeutendsten. Aus der räumlich ausgreifenden Brief-Korrespondenz ist dabei ein für die damalige Welt erhebliches Interesse abzulesen, in denen über Verlauf und Ausgang der Schlacht wie dem Tod beider Heerführer und dem besonders blutig und heftig ausgetragenen Zusammentreffen berichtet wird.
In späteren Chroniken wurden historische Fakten, Legenden und kultische Texte mit den Geschichten der mündlichen epischen Überlieferung verwoben und in der von einem unbekannten Autor kompilierten Prosadichtung der Erzählung von der Schlacht auf dem Amselfeld (Priča o bojom kosovskom) in eine allgemeingültige Form gebracht. Die Verbreitung dieser Dichtung lässt sich seit Ende des 17. Jahrhunderts in 36 bekannten Varianten feststellen und wurde aus ihrem Ausgangspunkt an der südlichen Adriaküste in Perast bald weitläufig über Südosteuropa bis nach Russland verbreitet.
Nach Sima Ćirković stellt diese Diskrepanz zwischen den frühen und den späteren Quellen zum Ausgang der Schlacht eines ihrer wesentlichen historischen Probleme dar: Nach fünfhundert Jahren der Gewissheit, dass dies die größte und am meisten gefeierte serbische Niederlage darstellt, begannen die Forscher dies anzuzweifeln, da sich unter den erhaltenen Quellen von 1389 keine mit einer Nachricht über einen türkischen Sieg findet, die meisten bezeugen eine türkische Niederlage. Ćirković betont, dass die Probleme der kritischen Amselfeldforschung …in einer radikalen Dichotomie, der völligen Loslösung der Geschichte der Amselfeldschlacht, den Geschehnissen des 15. Juni 1389, von der Geschichte der Amselfeld-Tradition, die sehr bald entstehen und bis heute fortdauern und dem Urteil der frühen und nachfolgenden späteren osmanischen, spätbyzantinischen und humanistischen Geschichtswerken mit der Darstellung der Niederlage der Serben, auch im Gegensatz der Erzählung der Tradition zur Geschichte begründet liegen.

### Unmittelbare Folgen
Einer der Gründe, die zu dieser unterschiedlichen Deutung in den frühen und späteren Quellen beitrugen, liegt in der verschieden gewichteten historische Wirkung auf die beteiligten christlichen Fürstentümer. Während die Truppen des bosnischen Königs Tvrtko unbeschadet vom Amselfeld zurückkehrten und das bosnische Reich von den Osmanen nicht weiter belastet wurde, musste Vuk Branković seinen Herrschaftsbereich im Kosovo auch weiterhin gegen die offensiv vorgehenden Osmanen militärisch verteidigen. Insbesondere geriet aber das Fürstentum der Lazarevići durch den Verlust seines bedeutenden Fürsten und durch den folgenden Vasallenstatus sowohl zum Osmanischen Reich wie zu Ungarn in eine politisch prekäre Situation. Während sich Tvrtko als Sieger fühlen durfte und die Außenwelt durch seine Korrespondenz darüber unterrichtete, war für die Witwe Lazars und ihre nicht volljährigen Söhne der Ausgang so verheerend, dass Stefan Lazarević die Amselfeld-Schlacht in zahlreichen Urkunden als großen Einschnitt und den Tod Lazars als große Niederlage des Vaterlandes wahrnehmen musste.

### Mittelalterliche Gesichtspunkte zur Frage von Sieg oder Niederlage
Ein für die mittelalterliche Gesellschaft wesentlicher Gesichtspunkt, wer in der Schlacht siegreich war, lag bei der Frage, wer den Ort der Auseinandersetzung zuletzt halten konnte. Aus allen wesentlichen Quellen geht hervor, dass Bayezid das Amselfeld zumindest in den ersten Stunden und Tagen besetzen konnte, jedoch schon nach wenigen Tagen in großer Eile verlassen musste. Dass jedoch Murad als der eigentliche Initiator des Feldzuges das Schlachtfeld hätte halten müssen, um einen unzweifelhaften Sieg zu untermauern, darauf wies Sima Ćirković hin. Danach war mit dem Tod Murads auch ein absoluter Erfolg des Feldzuges nicht mehr möglich. Aus mittelfristiger Perspektive konnte daher Vuk Branković sowohl das Schlachtfeld, als auch sein Herrschaftsgebiet noch für mehrere Jahre gegen Bayezid halten. Jedoch unterstreicht das weitere aggressive Vorgehen Bayezids unzweifelhaft den Anspruch der Osmanen auf die serbischen Fürstentümer.

### Osmanische Rezeption
In der osmanischen Sichtweise in den im frühen 15. Jahrhundert verfassten Historien war ein osmanischer Sieg nie in Abrede gestellt worden. Dennoch bestanden die Chronisten darauf, dass Murad erst nach Ende der Schlacht zu Tode gekommen sei. Damit unterscheiden sich diese Darstellungen von den christlichen explizit in ebendiesem Detail. Schon der spätbyzantinische Historiker Laonikos Chalkokondyles hat auf diesen Unterschied in seiner Gegenüberstellung der osmanischen und christlichen Amselfeld-Versionen hingewiesen.

### Resümee
Die Schlacht auf dem Amselfeld kann heute als Sieg der Osmanen betrachtet werden, auch wenn sie nach ihrem rein militärischen Ausgang als unentschieden zu werten ist. Den christlichen Chronisten des Mittelalters galt sie als Sieg der Christenheit. Beide Anführer waren gefallen, und beide Verbände haben sich vom Schlachtfeld zurückzogen. Zudem konnten die beiden nicht mit dem Osmanischen Reich verbündeten wichtigsten serbischen Fürstentümer (Fürstentum der Lazarevići in Morava-Serbien und Fürstentum der Brankovići im Kosovo und Mazedonien) nicht sofort zu tributpflichtigen Vasallenstaaten des Osmanischen Reiches gemacht werden.

## Rezeption

### Politik

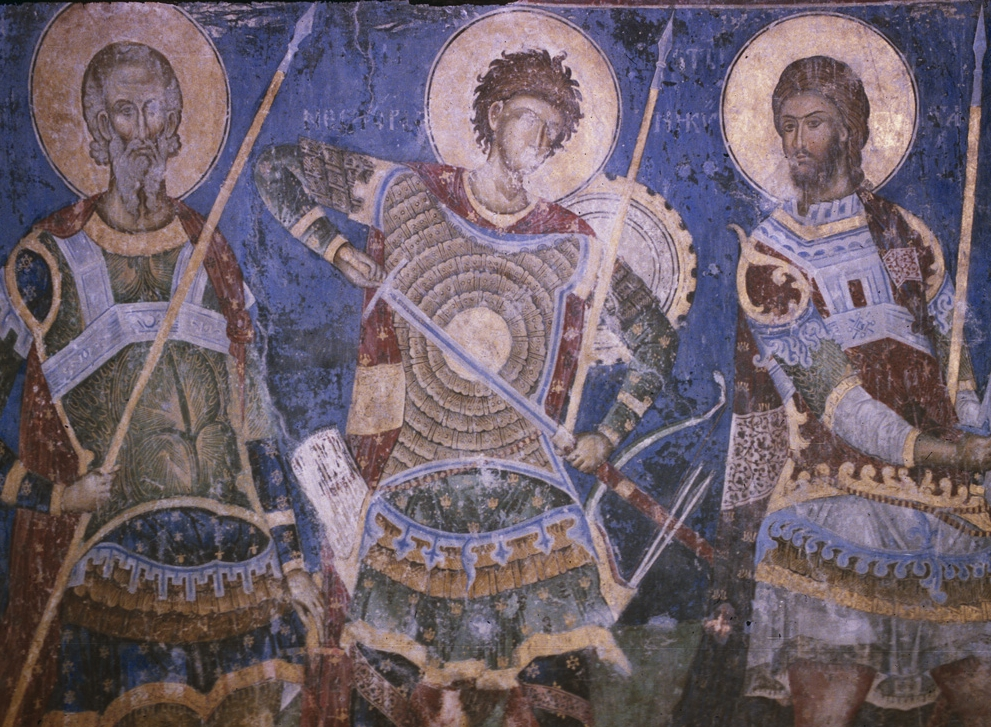
Die häufigen Darstellungen heiliger Krieger zur Zeit Stefan Lazarevićs (hier Resava um 1420) zeugt von der kriegerischen Phase seiner Regierungszeit.

Die Staatsidee Zar Dušans, des Basileus der Griechen und Zaren der Serben, zu einem balkanischen Großreich durch Zusammenfügung griechischer und serbischer Herrschaft, kam nach der Niederlage an der Maritza 1371 zu einem Ende und führte nach der Amselfeldschlacht zwangsläufig zur Konsolidierung des serbischen Territoriums und der Herausbildung eines stärkeren serbischen Nationalbewusstseins und kultureller sowie ethnischer Homogenisierung. Die zwischen Dušans Tod 1355 und der Schlacht an der Mariza 1371 auf dem alten Reichsgebiet fortgesetzte Herausbildung kleinerer, heterogener feudaler Herrschaftsgebiete unter Führung einer serbischen Aristokratie wurde durch die osmanischen Eroberungen und die Herausbildung eines Gegenpols im aufstrebenden Fürstentum Lazars beendet. Nun kam es zu einer Zusammenfassung der serbischen Länder im Despotat Stefan Lazarevićs und Durad Brankovićs.
Zwischen den zwei regionalen Großmächten Ungarn und dem Osmanischen Reich eingezwängt war das kleine Morava-Serbien durch Besitzungen der Brankovići vom osmanischen Reich getrennt, blieb jedoch ungarischen Aspirationen ausgesetzt. So wurde durch die strategische Verschiebung des serbischen Staates von Süden nach Norden die Witwe Lazars, Fürstin Milica Hrebeljanović Vasallin des osmanischen Reichs, mit deren Unterstützung sie 1390 zur Absicherung der Nordgrenze in ungarische Gebiete eingefallen war. Das tributpflichtige Fürstentum der Lazarervići stellte in den nachfolgenden Kämpfen Truppen gegen die christlichen und mongolischen Opponenten der Osmanen. So kämpfte die serbische Panzerreiterei unter Stefan Lazarević an der Seite Bayezids in einigen bedeutenden Schlachten (Schlacht von Rovine, Schlacht von Nikopolis, Schlacht bei Ankara). Seine Schwester Olivera Despina wurde außerdem mit Bayezid vermählt. Stefan und Bayezid hielten auch dadurch bedingt zeitlebens ein korrektes Verhältnis aufrecht. Weder bauten die Osmanen in Stefans Herrschaftsgebiet Stützpunkte, noch beteiligten sich osmanische Truppen zwischen 1389 und 1402 an Übergriffen auf sein Reichsgebiet.
Vuk Branković als direkter Nachbar der Osmanen bewahrte sich demgegenüber bis zuletzt in scharfer Opposition zum osmanischen Herrschaftsanspruch seine Unabhängigkeit. So beteiligte sich Vuk weder an den osmanischen Eroberungszügen in Bosnien noch an der Schlacht von Rovine. Skopje musste er 1392 allerdings den Osmanen übergeben und 1396 wurde er endgültig von Bayezid besiegt.
Im September 1396 mussten sich die Osmanen einem Kreuzfahrerheer unter dem ungarischen König und späteren Kaiser Sigismund stellen. In der Schlacht von Nikopolis konnten sie das mehrheitlich aus ungarischen und französisch-burgundischen Kreuzfahrern bestehende Heer Sigismunds besiegen und so ihre Position wieder erheblich stärken.

### Wirtschaft

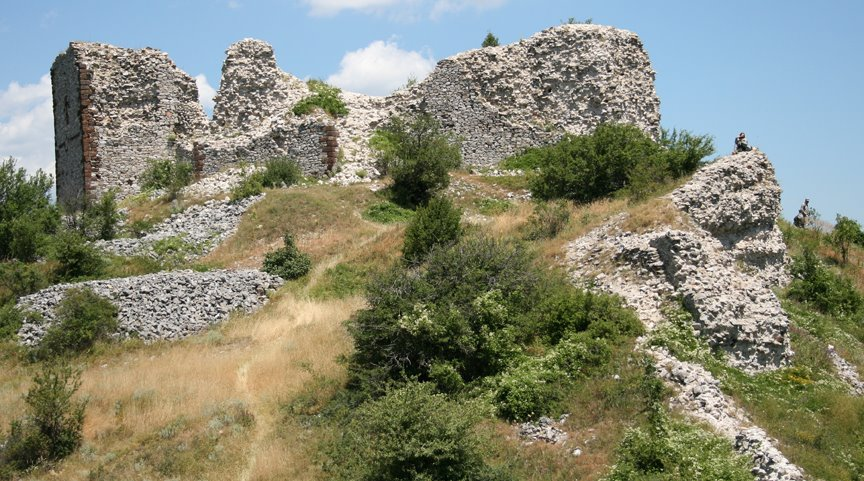
Novo Brdo, die ehemals größte Stadt Serbiens und Kulturmetropole am Amselfeld: Befestigungen aus dem 14. Jahrhundert

Schon zu Lazars Regierungszeit hatte Morava-Serbien allmählich die ökonomische Führungsrolle der serbischen Länder übernommen. Damit wurde die vorhergehende Ausrichtung einer territorialen Ausweitung des serbischen Kaiserreiches Richtung Byzanz, die unter Stefan Uroš IV. Dušan in einer Ausdehnung bis in die Ägäis gipfelte, beendet. Stattdessen kam es nun zu einer positiven demographischen und wirtschaftlichen Entwicklung Morava-Serbiens und einer Festigung seiner Nordgrenze zu Ungarn. In dieser Entwicklung lag der Grundstein des modernen serbischen Staates, dessen Zentrum sich mit der osmanischen Eroberung des Balkans ins südöstliche Mitteleuropa an die Donau verlagerte. Der wirtschaftliche Aufschwung Morava-Serbiens wurde durch die Silber- und Goldminen begünstigt. Novo Brdo und Srebrenica stiegen zu den reichsten Städten im Fürstentum und späteren Despotat Stefan Lazarevićs auf.

### Kultureller Wandel
Die Amselfeldschlacht stellt in der serbischen Kulturentwicklung eine bedeutende Zäsur, die nach Jahren des Niedergangs des Nemanjiden-Erbes zu kultureller Renaissance sowie künstlerischer Emanzipation führte. In der Architektur trennte sich mit der Morava-Schule die serbische Kunst von strikten gotischen und byzantinischen Vorbildern und in einer internationalen spätbyzantinischen Stilform teils mit Übernahme orientalischer Motive in Serbien, Bosnien, der Walachei und der Moldau bis ins 17. Jahrhundert nachwirkte.
Durch einen regen Austausch und eine oftmals erzwungene Migration gebildeter Bevölkerungsschichten im Balkanraum des ausgehenden 14. Jahrhunderts verbreiten sich Wissenschaften und Literatur. Die spätbyzantinische Literatur erlebte insbesondere in Morava-Serbien mit der Resava-Schreibschule einen letzten Höhepunkt (insbesondere Konstantin Kostenecki). Nach der Amselfeldschlacht kam es so zu einer letzten kulturellen Blüte vor der osmanischen Besetzung. Sie prägte die höfische Kultur der Lazarevići und Brankovići in der Nachfolge der Nemanjiden.

## Historische Zeitzeugen und Quellen

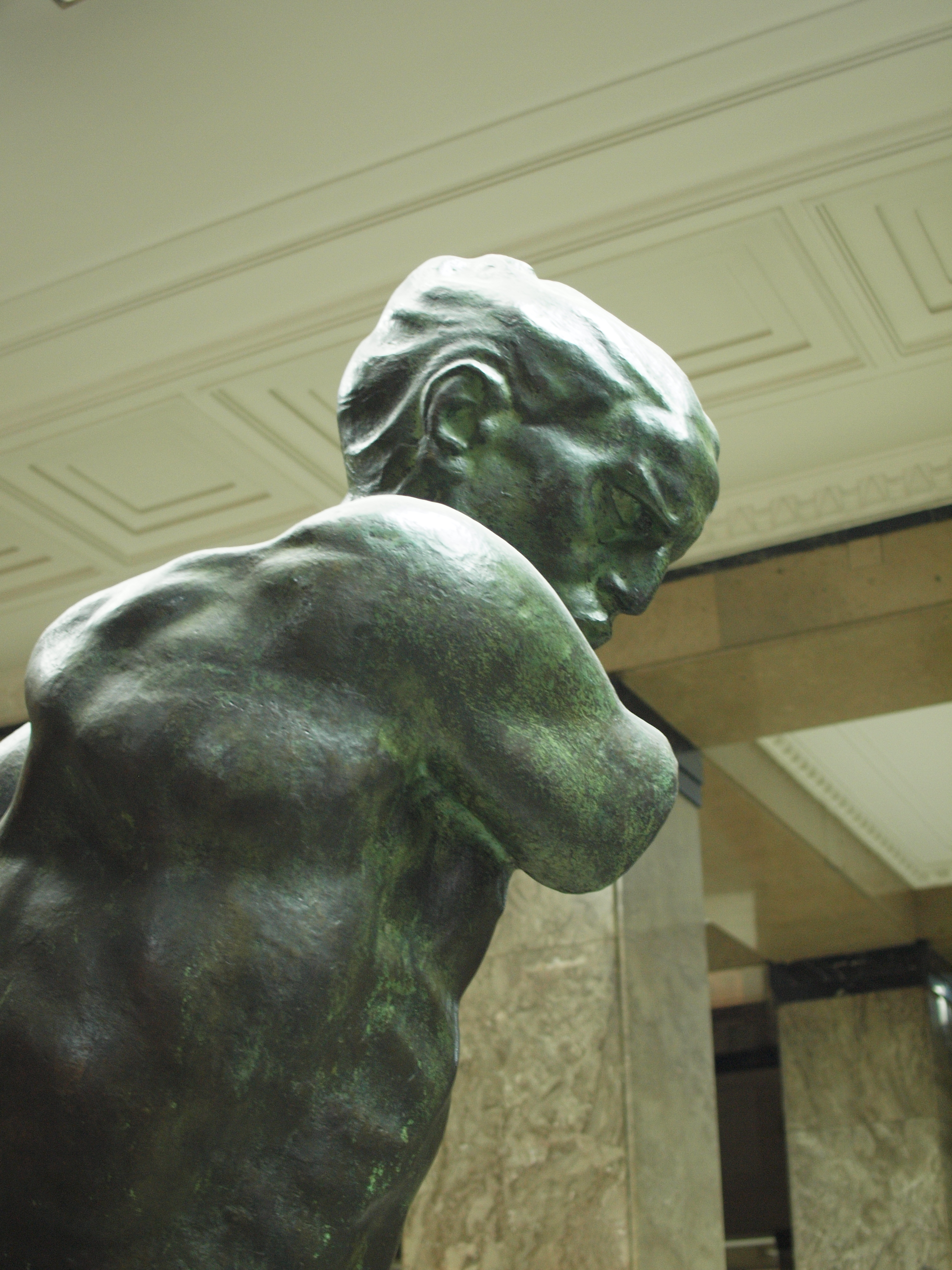
Plastik des Miloš Obilić. Ivan Meštrović 1908, Serbisches Nationalmuseum

Unmittelbar nach den Ereignissen sowie in den nachfolgenden Jahrzehnten wurde die Schlacht auf dem Amselfeld in allen zeitgenössischen prominenten Historiographien, Jahrbüchern und Hagiographien behandelt. Dabei fehlt aber immer eine detaillierte Darstellung der Schlacht, einen vergleichsweise großen Raum nimmt dagegen immer die Darstellung des Todes von Murad I. und das Schicksal Lazars ein. Neben serbischen Quellen, darunter dem Koporinski letopis, der Vita Stefan Lazarevićs von Konstantin Philosoph, im Slovo kneza Lazara, einer der vier Aufzeichnungen Patriarch Danilos III. (Danilo Banjski, 1390–1400), sowie den Aufzeichnungen des russischen Mönchs Ignatije, sind die Historiographien zweier der letzten byzantinischen Geschichtsschreiber Dukas und Chalkokondyles bedeutend.
Während Dukas als zuverlässiger Historiker die Sichtweise eines byzantinischen Patrioten wiedergibt, der den endgültigen Aufstieg des osmanischen Reiches und Untergang des Byzantinischen Reiches einleitet, so wird bei Chalkokondyles durch die Nutzung von byzantinischen und osmanischen Quellen die historische Sicht sowohl der Byzantiner und Osmanen separat wiedergegeben. Für beide Historiker stellt die Amselfeldschlacht in ihren Weltgeschichten aber eine unmittelbare Zäsur. So steht die Amselfeldschlacht bei Dukas einleitend am Anfang des Dritten Buches als Wendepunkt der Geschichte der Balkanvölker.
Im Westen sind neben dem Reisebericht Bertrandon de la Broquières (Le voyage d’outremer, 1433), der 1433 unter anderem auch am Hofe Murad II. weilte, auch die Aufzeichnung des in osmanische Gefangenschaft geratenen Kanonenmeisters Jörg von Nürnberg (aktiv 1450–1480) Quellen für die osmanische Rezeption. Eine Gesamtschau der historischen Ereignisse und auch die weitergehende legendäre Überlieferung findet sich dann in der Slawengeschichte Marvo Orbinis. In der großen illustrierten Chronik des russischen Zaren Iwan IV. (Лицевой летописный свод, 1568–1576) findet sich zum ersten Mal auch eine bildliche Darstellung der Schlacht.
Dabei herrschte über den Ausgang der Schlacht selbst unter Zeitgenossen Unklarheit. Die ersten Berichte wurden schon im Juli und August 1389 an verschiedene Stellen übermittelt. König Tvrtkos I. Mitteilung an die Stadt Trogir vom 1. August 1389 blieb erhalten; ein an den Senat von Florenz gerichteter Brief Tvrtkos ist durch das Antwortschreiben vom 20. Oktober verbürgt. In diesen Nachrichten wird ein Sieg des Christentums gefeiert.
Der Rhetoriker Demetrios Kydones schrieb in einer Nachricht an den auf Lemnos weilenden byzantinischen Kaiser Manuel II. Palaiologos, die wahrscheinlich im Juli 1389 verfasst wurde, dass dieser verfluchte (Murad I.) verschwunden ist und dass die Absenz des Kaisers die Feier über den Sieg gegen die Feinde verdunkelt. Philippe de Mézières, ehemaliger Kanzler des zyprischen Königs, berichtete noch vor Oktober 1389, dass Amurat in den Gebieten Albaniens völlig besiegt wurde, auch die in den Verhältnissen von Murads Herrschaftsgebiet und dem byzantinischen Reich bestens vertrauten Venezianer beauftragten den für die Konstantinopoler Niederlassung zuständigen Verwalter am 23. Juli 1389 ein Akkreditionsschreiben an den byzantinischen Kaiser zu übermitteln, das sich im Handlungsleitfaden für dessen Überreichung erhalten hat. Dieses lässt einen sicheren Rückschluss zu, dass Venedig zwar über den Tod Murads gut informiert war, jedoch keine Nachricht über einen türkischen Sieg erhalten hatte. Als frühester Bericht gilt die schon 12 Tage nach der Schlacht verfasste Nachricht des russischen Mönchs Ignatij, dass Murad gestorben sei.
Zu diesen unmittelbaren authentischen Berichten kamen später zahlreiche andere Quellen, wie in den annales ragusini anonymi aus Dubrovnik, in der sich mehr auch legendäre Einzelheiten zu der Schlacht finden.
Bestimmte Darstellungen, wie die des sich zäh haltenden Gerüchts über ein angebliches Glockenläuten von Notre Dame in Paris als Zeichen des Siegs der Christenheit, gehört aber wie vieles andere in den Überlieferungen zu den historisch unglaubwürdigen Legenden.
In den erhaltenen serbischen Aufzeichnungen aus dem ersten Jahrzehnt nach der Schlacht wurde insbesondere in kirchlichen Schriften das Ereignis durch einen Sieg des Martyriums und Triumphs eines himmlischen Königreiches über das irdische Königreich interpretiert (so bei Danilo III. im Slovo Kneza Lazara). Die Symbolik der kirchlichen Texte zu Lazars Martyrium folgt im Ton den frühen liturgischen Texten zu christlichen Märtyrern. Im Slovo kneza Lazara wurde dieses religiöse Moment besonders betont: Der Heroismus im Martyrium stellt ein Zeugnis des Glaubens und der Wiedergeburt Christi dar und markiert den Triumph Lazars, der mit seinem Opfer ein ewiges himmlisches Reich gewonnen hat.
Neben den Aufzeichnungen Danilo Banjskogs haben sich auch weitere serbische Chroniken erhalten, etwa zehn an der Zahl, darunter der eminente Text der ehemaligen Despotin und Nonne Jefimija. Ihre lyrische Lobpreisung des Fürsten Lazar macht diesen zu einem christusgleichen Erlöser:

„Um die Unsicherheit irdischer Herrschaft abzulegen/um dein Blut zu vergießen/und dich den Kriegern des himmlischen Königs anzuschließen/erreichtest du zwei Ziele:/Du tötetest das Ungeheuer/und erlangtest das Märtyrergewand von Gott.“

Der als eigentliches Epitaph abgefasste Text auf der Kosovo-Säule von Stefan Lazarević, dem Sohn Lazars und Despot des serbischen Reiches, der sich bis ins späte 15. Jahrhundert erhalten hatte, feierte den großen Fürsten in einer feierlichen rhetorischen Erzählung als „Wunder der Erde“ und „Herren der Serben“ und beschrieb durch drastische und heroische Intonation das Ereignis der Schlacht:

„Wanderer, du, der du über das serbische Land gehst, egal woher du kommst, fremder oder einheimischer, betrittst du dieses Feld, das sich Amselfeld nennt, dann wirst du auf diesem die Gebeine der Toten erblicken und auch eine steinerne, kreuzartige Säule vorfinden, die sich geschmückt inmitten des Feldes erhebt.“

Eine historisch präzisere Darstellung findet sich in den zwölf oder 13 Jahre nach dem Waffengang geschriebenen Aufzeichnungen des Mönchs Ignatije, der den Moskauer Metropoliten Pimen nach Konstantinopel begleitete und erstmals auch denjenigen nannte, der Murad getötet hatte. 
Zur Schlacht schrieb er Folgendes:

„Es war vor unserer Reise, dass der Zar Amurat mit seinem Heer gegen den serbischen Zaren Lazar zog, und so vernahm man, dass beide in der Schlacht gefallen sind. Zuerst ward Amurat durch Verrat eines Vertrauten Lazars, mit Namen Miloš, getötet, und just in dieser Stunde erkoren die Türken Bayezid zum Zaren, den Sohn Amurats; und wieder erstarkten die Türken und nahmen mit ihren Händen den serbischen Zaren Lazar und seine Fürsten und seine Vojvoden, seine Ritter und seine Diener und sein ganzes Heer gefangen; die einen brachten sie um, die anderen nahmen sie in Gefangenschaft. Dann erschlug der türkische Zar den serbischen Zaren Lazar mit seinem Schwert.“

Auf die Zusammenstellung von Lazars Heer wurde insbesondere in türkischen Quellen eingegangen, die unter anderem von einer Beteiligung von Walachen, Bulgaren, Albanern, Deutschen und Tschechen berichten. Doch außer Tvrtko und Vuk Branković unterstützte keiner der mächtigeren benachbarten Fürsten und Könige Lazar. Dass Lazar aber um Beistand gebeten hatte, erschließt sich auch aus dem Slovo kneza Lazara:

„Dann bat er (Lazar) Angehörige und Mächtige und Heerführer und Krieger, bedeutende und unbedeutende, sich ihm anzuschließen.“

Der genaue Schlachtverlauf ist nicht überliefert, doch wurde zum Teil die Heftigkeit des Kampfes betont, etwa im Dubrovniker Letopis aus dem 15. Jahrhundert:

„1389, 15. Juni, am Vidovdan, am Dienstag, fand die Schlacht zwischen den Serben und dem türkischen Zaren statt. Unter den Serben waren da: Lazar, der serbische König, Vuk Branković und Vlatko Vuković, Vojvoden. Und es gab zahlreiche Opfer, türkische und serbische, und nur wenige kehrten heim. Zar Murad wurde getötet und der serbische König. Die Schlacht gewannen nicht die Türken. Und auch nicht die Serben, da es viele Tote gab. Die Schlacht war auf dem Amselfeld.“

Auf das Schicksal Murads nehmen viele Quellen Bezug und entwickeln sich bereits zu sagenhaften Darstellungen, die je nach Standpunkt unterschiedlich gefärbt sind. Bertrandon de la Broquière stellt den Tod Murads als für die Osmanen traumatisch empfundenen Verlust, der auch das Verhalten der nachfolgenden Sultane im direkten Umgang mit christlichen Abgesandten weiter prägte:

„…es ist eine Regel, dass keiner der Abgesandten direkt mit dem Besagten Herrscher (Murad) sprechen darf, seit ein serbischer Abgesandter seinen Großvater getötet hatte, da diese keine Milde mit den besagten (Bewohner) Serbiens hatte, sonder diese in Gnade und Ungnade als Unterdrückte halten wollte. Und um die Menschen und das Land aus der Unterdrückung zu befreien, so hat er den besagten Türken vor seinen Leuten während dieser mit ihm in Unterredung war umgebracht und wurde selbst getötet.“

Laut Jörg von Nürnberg, der 1460 Gefangener der Osmanen in Konstantinopel war und später in die Dienste des Papstes trat, kam Murad durch eine List ums Leben:

„So hatte der Despot Lazar zwei Onkel die ständig im Streit miteinander lagen. Als er mit den Türken zu kämpfen hatte, wetteiferten die beiden, wer morgen der Beste in der Schlacht sein würde. Während der Nacht überbrachte einer der Onkel dem Türken die Nachricht, dass er ihm in der Früh mit seinen Truppen zuhilfe kommen werde. Darüber war der Türke hoch erfreut, und am Morgen, als er angekommen war und ihm die Füße küssen sollte, da zog er sein Schwert und erstach den Türken.“

Die erste türkische Quelle zum Amselfeld wurde 1512 von Mehmed Nesri, dem Dichter Sultan Selims verfasst. Darin wird der Märtyrertod Sultan Murads betont und Bezug auf Miloš Obelić genommen, was auf den direkten Einfluss der serbischen Volksdichtung, die um diese Zeit schon auf der Balkanhalbinsel verbreitet war, zurückgeführt wird. So sind die sagenhaften Züge von Murads Tod, der hier erst nach dem Sieg über die Serben und nicht während der Schlacht erfolgt, weiter ausgearbeitet:

„Märtyrertod des Khodawendkiar Ghäzi Muräd Khan — Gott der Erhabene erbarme sich seiner! Als das Heer der Ungläubigen geschlagen und eine unzählige Menge derselben über die Klinge gesprungen war, … strebte Muräd Khan Ghäzi danach, auf der Walstatt den Märtyrertod zu erleiden. … indem er mit einigen seiner vertrauten Diener diese selshügel Getöteter besichtigte, befand sich unter ihnen ein Ungläubiger namens Milos Obelic, ein beherzter und mutiger Verfluchter. … Als Muräd Khan Ghäzi zu diesem Ungläubigen kam, stand dieser auf, halb fallend, halb sich erhebend, und ging auf den Khonkiär los. … aber Muräd Ghäzi ließ ihn seinem Wunsche gemäß heran … er kam heran, und indem er sich stellte, als wollte er den Steigbügel des Khonkiär küssen, stach er auf den Khonkiär los. … Jenen Ungläubigen zerhieb man an dieser Stelle; schnell holte man ein Zelt herbei, um den Sultan darunter zu bringen, seinen Sohn Bäjazit brachte man zur Fahne des Glaubens, den Prinzen Yakub Çelebi führte man unter dem Vorwande: ‚Komm, Dein Vater verlangt Dich!‘ in das Zelt und erwürgte ihn da. Zufälligerweise war der Fürst Lazar mit seinem Sohne gefangen genommen worden; man schleppte sie herbei und tötete beide, in jener Nacht gab es unter dem islamischen Heere große Verwirrung und Aufregung, am anderen Morgen setzten sie den Sultan Bäjazit auf den Thron. – Das Datum aller dieser Ereignisse ist das Jahr 791 der Hidschra.“

Der Ausgang der Schlacht ist gar nicht klar, die ältesten Quellen berichten nichts von einer tragischen Niederlage der Serben. Laut Sima Ćirković gebe es in Wirklichkeit so wenig Primärquellen, dass er sogar zweifelt, ob die Schlacht überhaupt stattgefunden hat.

## Erinnerungsbauwerke und künstlerische Rezeption

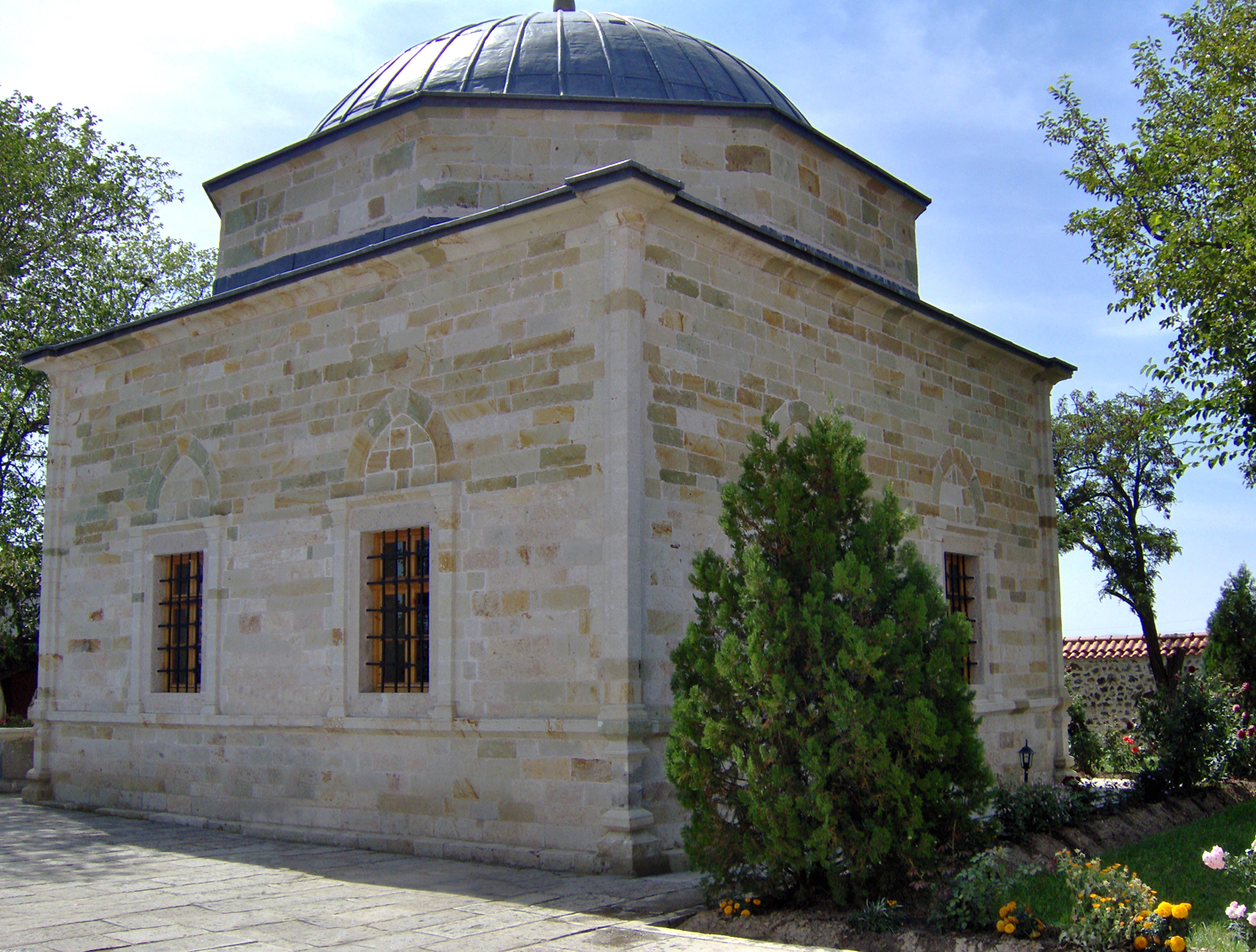
Das Meşhed-i Hüdavendigar

Sowohl die Serben als auch die Türken haben die Stelle der Schlacht durch Erinnerungsbauten geehrt.

### Sultan Murat Türbe
Im Meşhed-i Hüdavendigar wird ein Teil der sterblichen Überreste Murads aufbewahrt.

### Marmorsäule Stefan Lazarevićs
Stefan Lazarević ließ auf dem Kosovo Polje eine Marmorsäule mit einer Inschrift, die in einer feierlich-rhetorischen Erzählung in antikisierender Weise Lazar als „Besieger des Drachen“ schilderte und seinen Märtyrertod feierte, anbringen. Die Inschrift der Säule, die noch bis ins ausgehende 15. Jahrhundert erhalten blieb, ist in der sogenannten „Turcica“ in den Memoiren Konstantin Mihailovićs überliefert worden:

### Auf dem Schlachtfeld
„Als guter Hirte und Heerführer befahl er die weisen Lämmer um glücklich bei Christus anzukommen und damit sie um den Gefallenen einen Kranz bilden und am Himmlischen Fest teilnehmen. Daher führte er uns in unübersehbarer Zahl, unser guter und großer Herr mit mutiger Seele und festem Glauben, wie zu einem schönen Schloss und einer freudigen Hochzeit sich dem Feind entgegen zu stellen, den wirklichen Drachen zu zerdrücken, tötete er den wilden Teufel und besiegte den großen Gegner und die unersättliche Hölle die alle verschluckt, sage ich euch, Murat und seinen Sohn, Nachkommen von Drachen und Vipern, die Fohlen von Basilisken und Löwen und mit ihnen noch weitere und deren nicht wenige.“

### Gazimestan Gedenkstätte

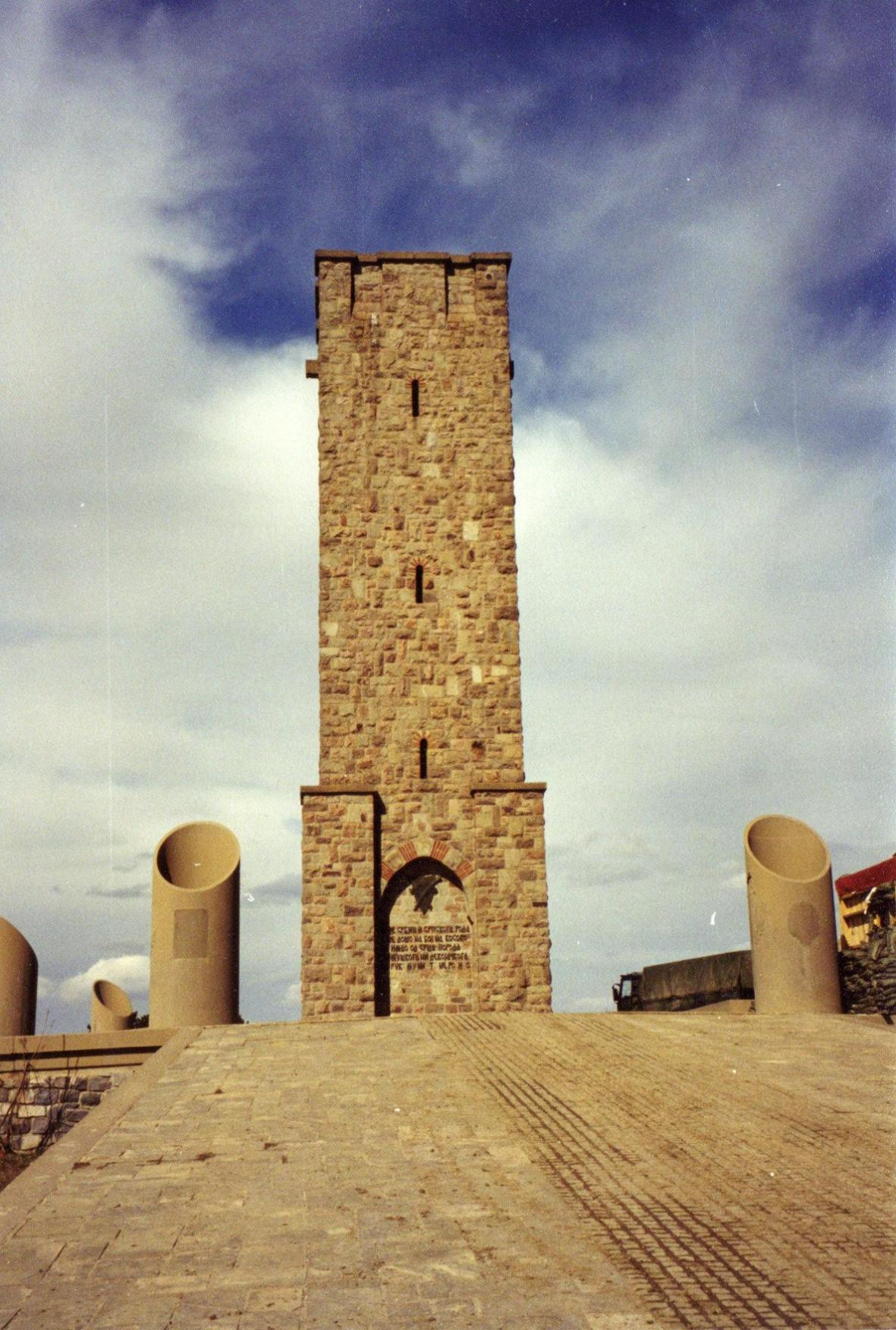
Gazimestan, Denkmal der Amselfeldschlacht

Im sozialistischen Jugoslawien wurde 1953 durch Aleksandar Deroko anstelle des kontroversen Projektes eines monumentalen Amselfeldtempels ein einfacherer Denkmalkomplex errichtet, in dessen Zentrum ein Turm in Form eines mittelalterlichen Donjons steht. Das Gazimestan genannte Ensemble hatte unter den Kommunisten nur geringe Bedeutung, wurde aber durch die 600-Jahr-Feier der Schlacht 1989 zu einem symbolträchtigen Ort. Während des Kosovokriegs und der Verwaltung des Kosovos durch die UNMIK wurden Teile des Gazimestan-Denkmals 1999 und 2004 beschädigt. Insbesondere wurde die Treppe im Innern des Turmes zerstört. Die KFOR übergab 2010 die Bewachung des Denkmalkomplexes den kosovarischen Behörden und der einheimischen Polizei.

### Vidovdanski hram
Die größten mediale Publizität besaß das Projekt einer Nationalen Amselfeld-Gedenkstätte die durch den Bau eines Tempels – Vidovdanski hram – in der Regierungszeit Aleksandar Obrenović vor dem Ersten Weltkrieg erstmals erwägt wurde.
Der Entwurf stammte vom späteren Hofbildhauer der den Obrenovići nachfolgenden Karađorđević-Dynastie, Ivan Meštrović. 1905 stellte er das Projekt für eine monumentale Basilika vor, in der zahlreiche Plastiken die Heroen des Amselfeldmythos wiedergeben sollten. Das Bauprojekt konnte nach der Ermordung Aleksandar Obrenovićs nicht mehr konkretisiert werden. Dennoch hatte Meštrović einen Großteil der überlebensgroßen Plastiken angefertigt, darunter die Karyatiden, die Marmorskulptur des Miloš Obilić (heute im Serbischen Nationalmuseum), die Bronze Miloš Obilićs im königlichen Schloss auf dem Dedinje, Banović Strahinje (heute in der Tate Gallery) sowie die Marmor-Skulpturen Srđa Zlopogleđa und Male udovice und als Zentraler Figur aus dem Kraljević Marko Zyklus eine heute verlorene monumentale Marmorplastik eines nackten Kraljević Marko auf einem Pferd reitend, die heute nur noch als kleinere Bronze den ursprünglichen Eindruck vermittelt. Zu den Figuren des Zyklus gehören zudem die Darstellungen der Mütter und Witwen, von denen die beiden Skulpturen der mythologischen Schönheit Vukosava vom Kosovo als Secanje (dt. Erinnerung) in Varianten im Nationalmuseum Serbiens, sowie im königlichen Schloss auf dem Dedije gezeigt werden.
Die Skulpturen des Vidovdanski hram wurden erstmals 1908 in Paris, der damals fertige Zyklus 1910 auf der Wiener Sezessions-Ausstellung, das Holzmodell der Kathedrale 1911 auf der Ausstellung in Rom im serbischen Pavillon zusammen mit den Skulpturen ausgestellt, wo seine Arbeit mit der Goldmedaille ausgezeichnet wurde, was Meštrovićs Weltruhm als Bildhauer begründete. Bis 1968 befand sich das Modell anschließend in New York, danach kam es nach Kruševac, wo es heute im Museum der Stadt ausgestellt ist.

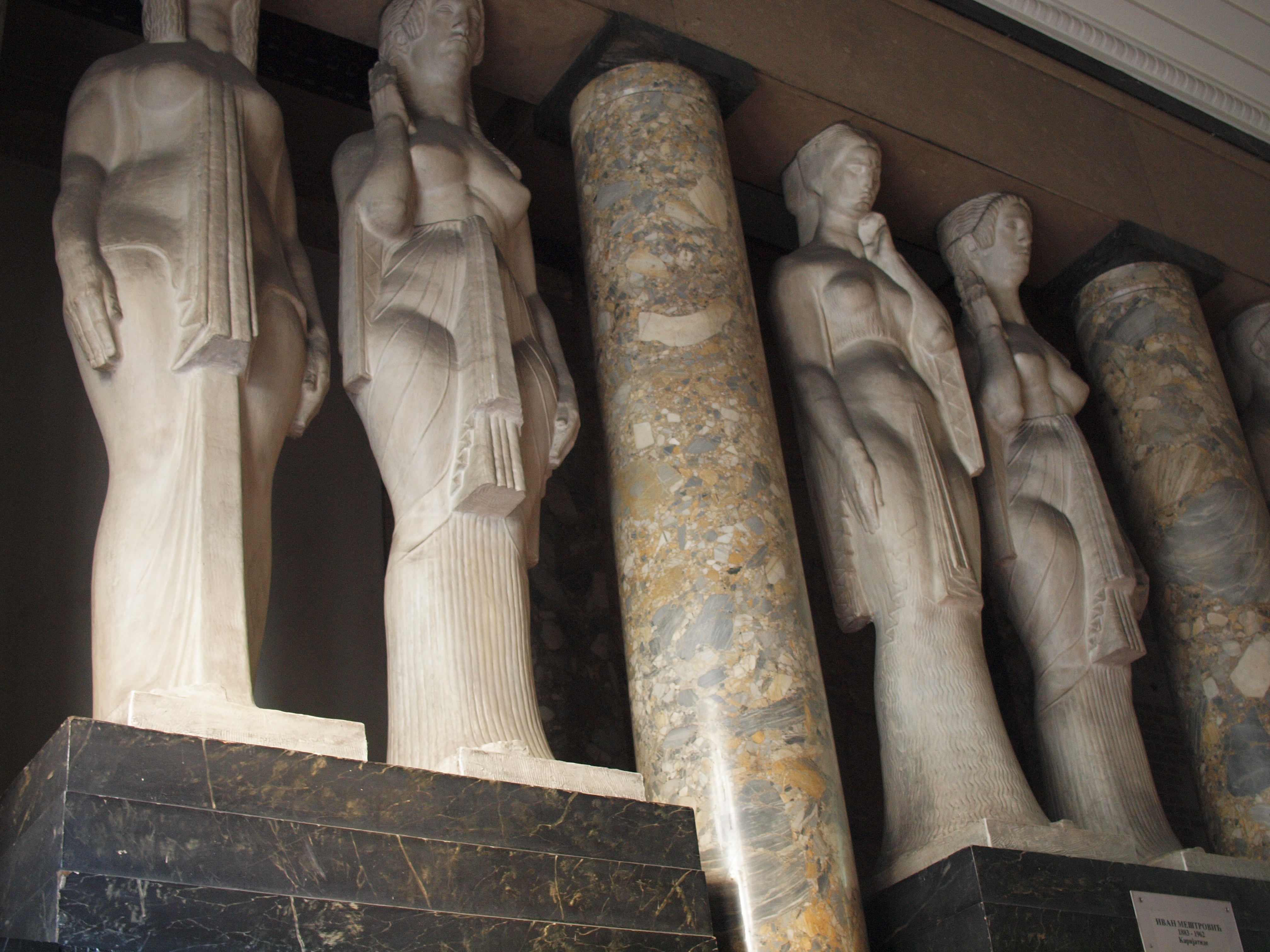
Karyatiden des Vidovdanski hram, Ivan Meštrović
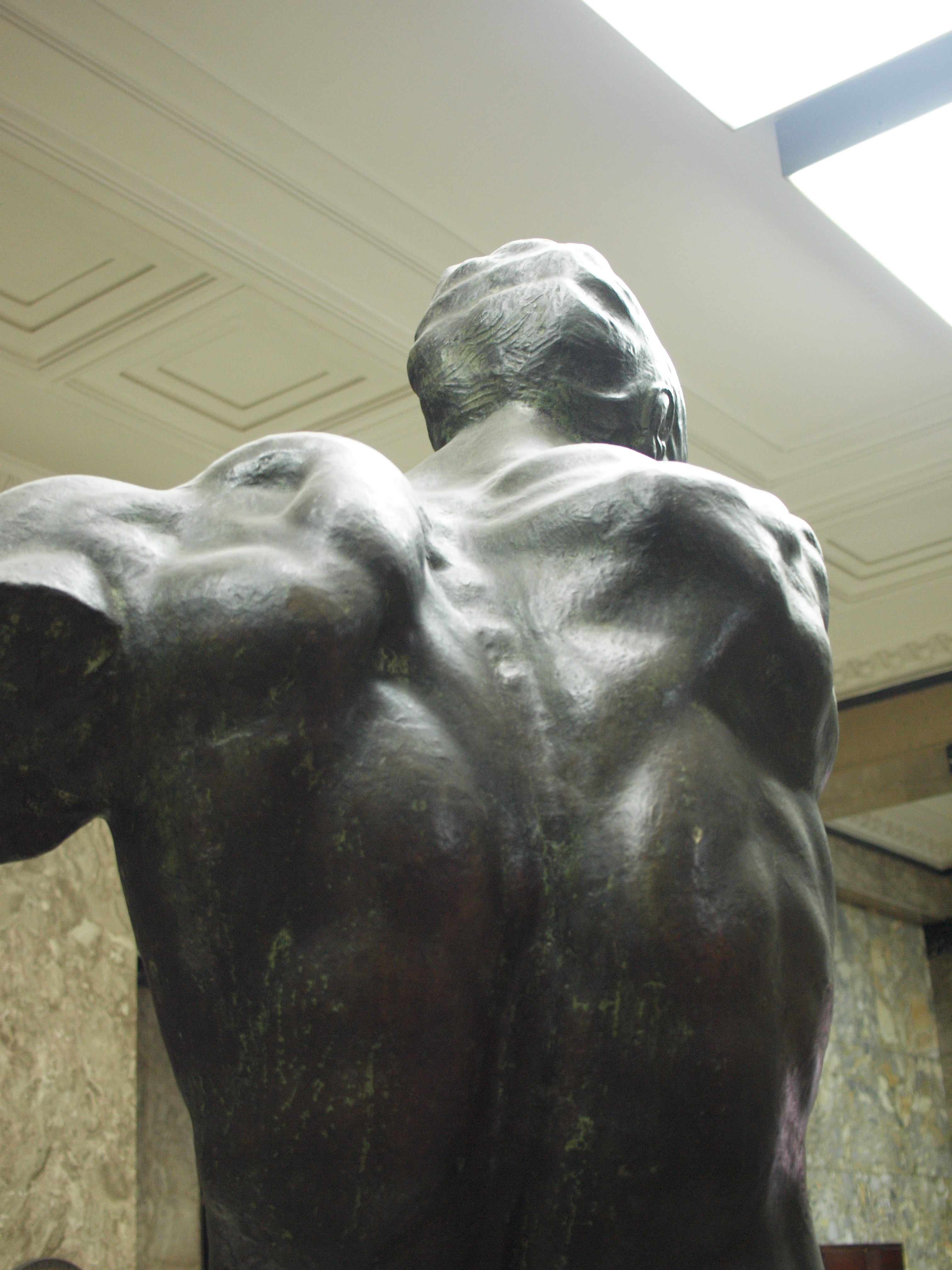
Bronze des Miloš Obilić, Ivan Meštrović
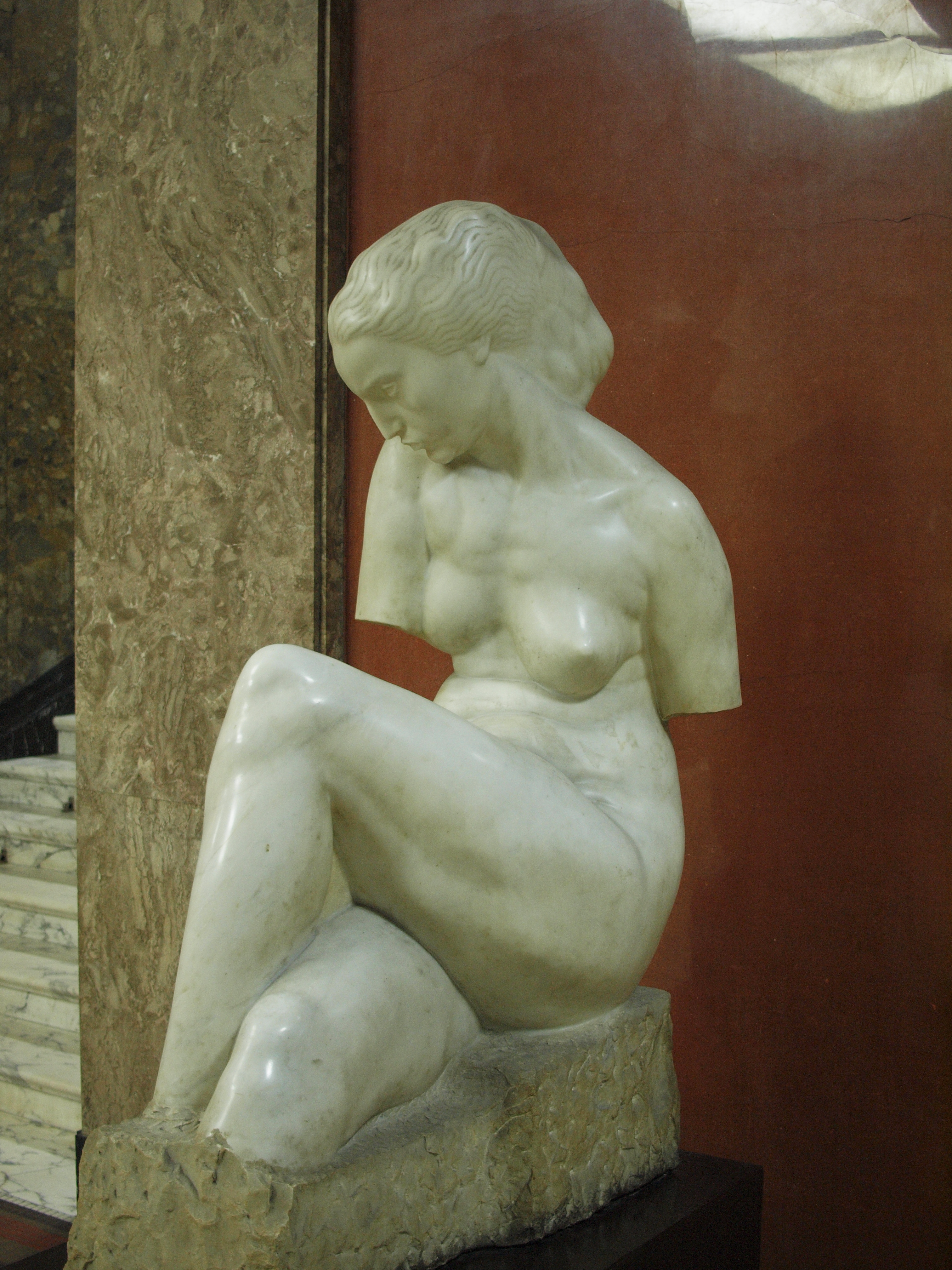
Plastik der mythologischen Figur der Vukosava, Ivan Meštrović
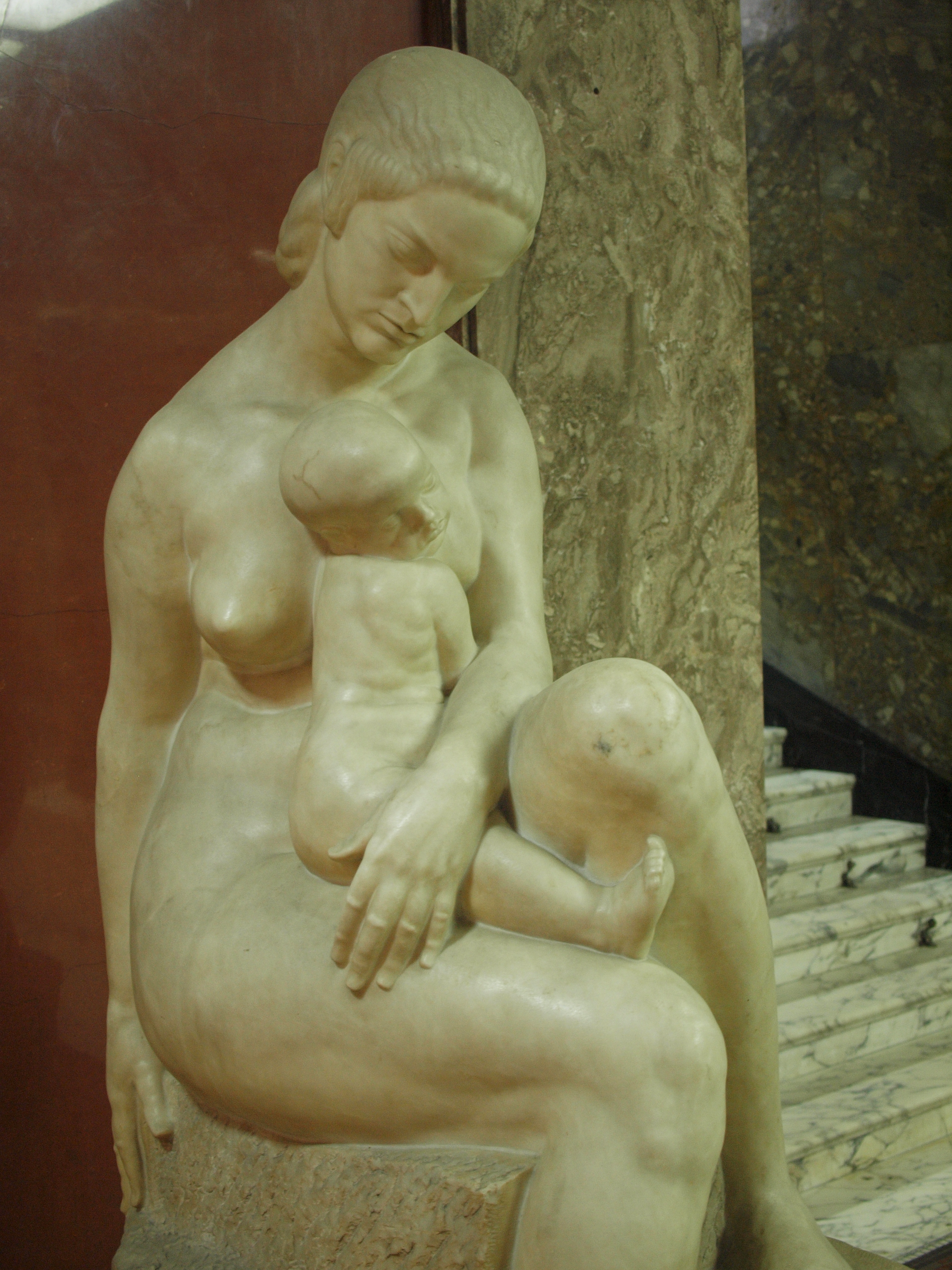
Figur aus dem Zyklus der Mütter und Witwen im Amselfeldzyklus, Ivan Meštrović
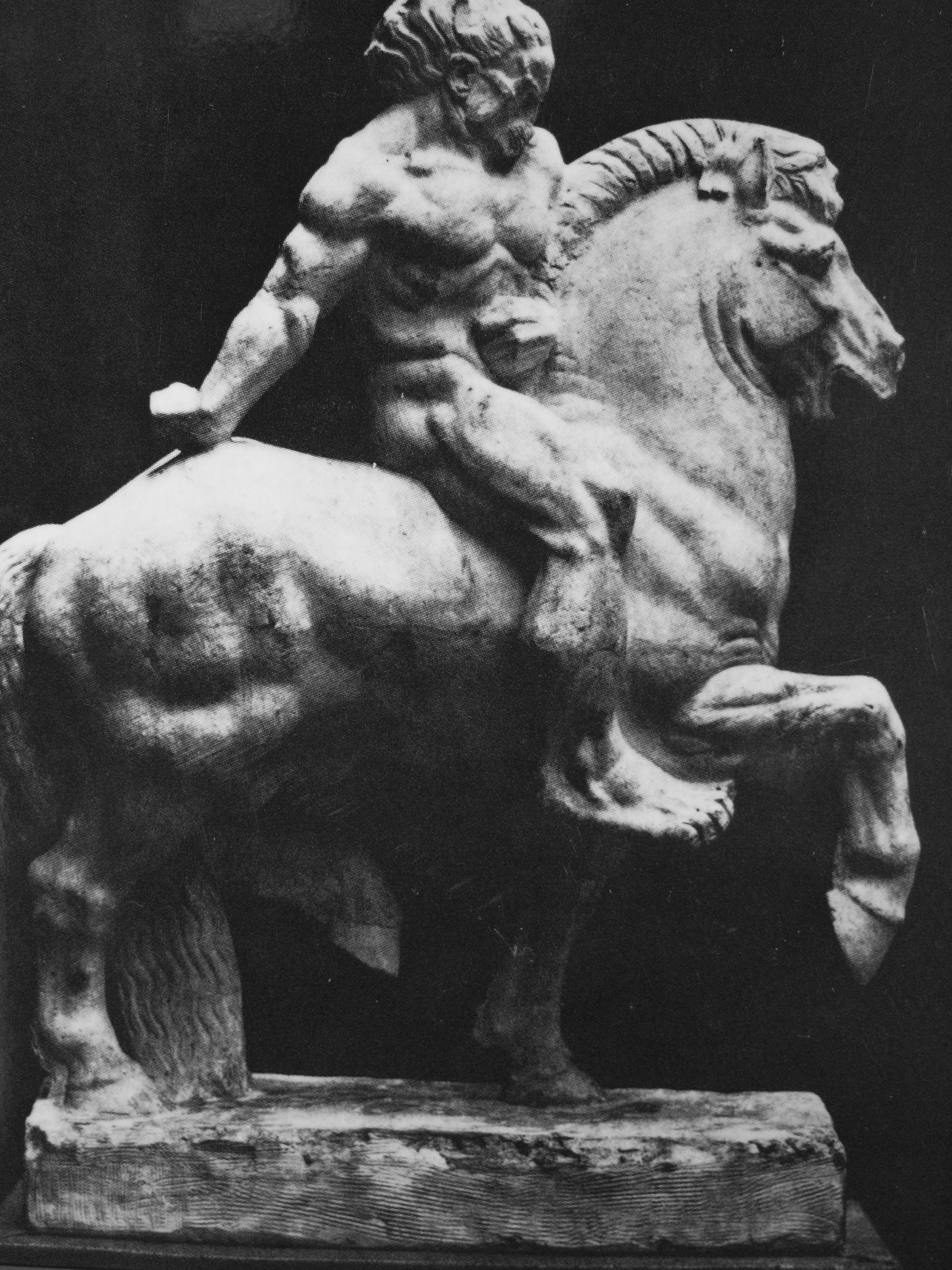
Kraljevic Marko, Gipsstudie Ivan Meštrovićs 1909

### Andere nationale Projekte

#### Hram Svetog Save
Ein das historische Echo der Amselfeldschlacht widerspiegelndes hochsymbolisches Projekt wurde auch der Tempel des Heiligen Sava in Belgrad. Seit den 1920er Jahren geplant und 1935 in Angriff genommen, wurde die über Jahrzehnte andauernde Kontroverse um die Bauidee in seiner Symbolik ständig modifiziert. In seiner spirituellen Widmung zur serbischen mittelalterlichen Geschichte wurde dem Gebäude nach Bratislav Pantelić der Entwurf eines symbolischen Zentrums der nationalen Einheit und nationaler Gedenkstätte zu Grunde gelegt. Seine Idee ist als: äußere Manifestation der Empfindung der Einzigartigkeit (der Serben) und dem rechten Weg mit dem auf dem Amselfeld geschaffenen Axiom zu folgen – zu verstehen und damit den vielfachen Bezügen zum Amselfeld-Mythos verpflichtet. Durch den durch die kommunistische Nomenklatur lange unterbundene Weiterbau bildete daher die Wiederaufnahme 1985 mit den parallel vorbereiteten Feierlichkeiten zum 600sten Gedenktag der Amselfeldschlacht 1989 den modernen Höhepunkt in der Erweckung nationaler Gefühle. In der Benennung des Gebäudes als Tempel wurde, wie in dem aufgegebenen Projekt des Vidovdan-Tempels, sein exzeptioneller Charakter hervorgehoben, der durch die Hinzufügung einer vom Chefarchitekten Branko Pešić entworfenen Amselfeld-Gedenkstätte in Form einer Kapelle, als Grabkirche des Heiligen Märtyrers Fürst Lazar (Grobna crkva svetog mučenika kneza Lazara), integraler Bestandteil des modifizierten Projektes ist, weiter unterstrichen.

### Der Topos der Amselfeldschlacht in der Bildenden Kunst

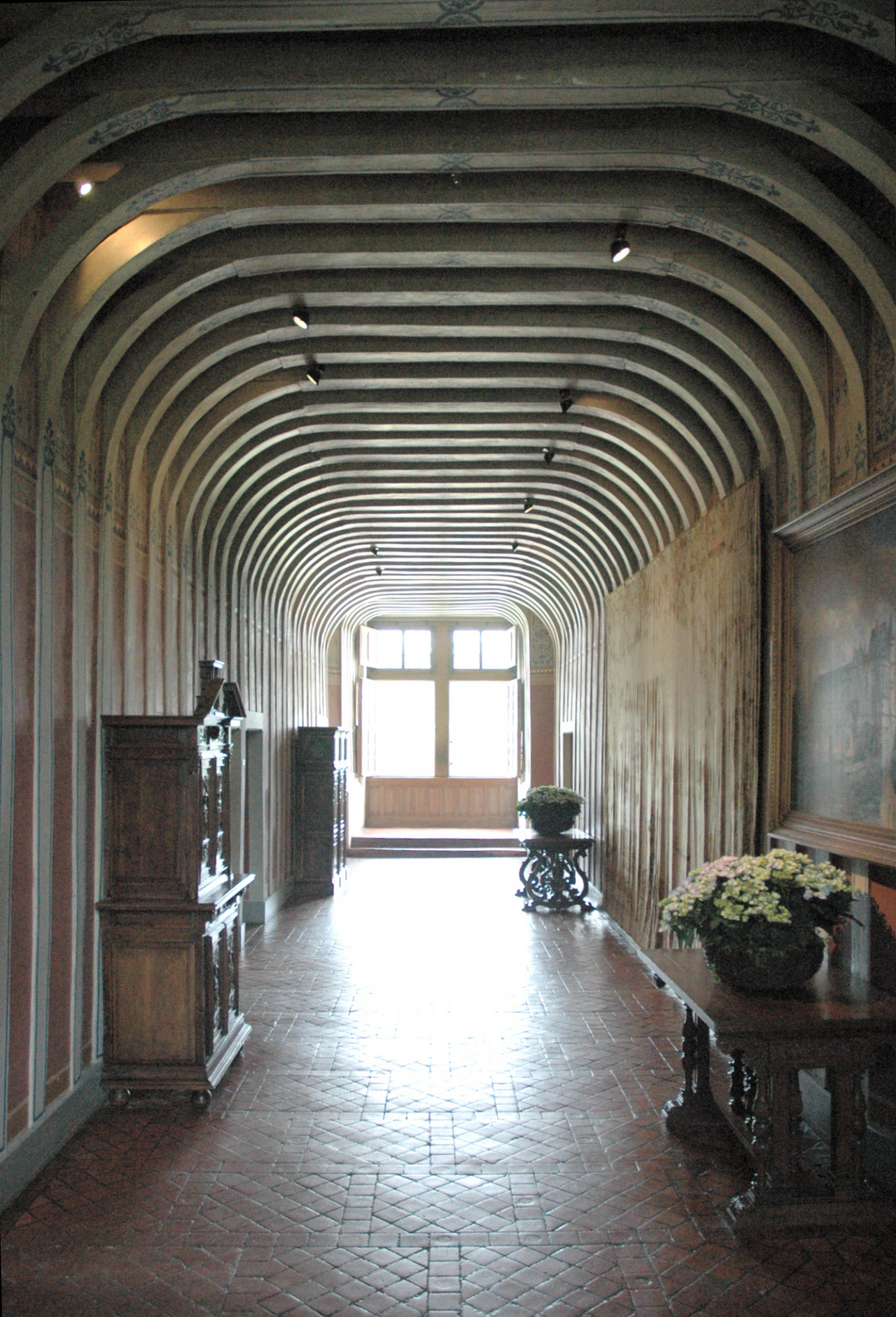
Die großformatige Renaissance-Tapisserie „Bataille du Champs des Merles“ rechts im Bild im zweiten Stock des Vestibüls im Schloss Chenonceau zeigt Motive der Schlacht

Themen und Topos der Amselfeldschlacht und die in der Volksüberlieferung und epischen Tradierung überhöhten Heldenfiguren sind neben Meštrovićs Plastiken auch von anderen bildenden Künstlern in Serbien und Exjugoslawien thematisiert worden. So u. a. bei den Realisten Uroš Predić („Kosovka dvojka“), Paja Jovanović („Boško Jugović na konju“ 1922, „Marko und die Vila“) oder dem Expressionisten Petar Lubarda.
Letztgenannter schuf mehrere Amselfeldstudien im Stile des Expressionismus. So entwarf er im Auftrag der Regierung Serbiens das in seiner bildlichen Darstellungen heute als Meisterwerk im bildlichen Topos der „Schlacht auf dem Amselfeld“ geltenden – „Kosovski boj“. Es stellte bei seiner Einweihung eine wahre künstlerische Sensation, da die Darstellung nicht nur radikal mit der Tradition, sondern insbesondere mit den Formen Sozialistischem Realismus brach und damit auch ein politisches Statement beinhaltete. Vorstudien zu Lubardas „Kosovski boj“ finden sich im Besitz des Nationalmuseums in Cetinje und der Nationalbibliothek Serbiens.
Das Zentrale Werk war als Wandfresko für den Festsaal des ehemaligen Izvršno Veče Narodne Republike Srbije im Neuen Schloss gedacht. Heute dient das Gebäude dem Serbischen Präsidenten als offizielle Residenz.
Lubardas „Kosovski boj“ ist ein monumentales 56 m² großes Wandgemälde, dass durch die figürliche Abstraktion von Details der zwei aufeinanderfallenden Armeen, den teils grotesken Gesichtern von Menschen und Pferden, ihrer teils skulpturalen Darstellung und durch die Nutzung von leuchtenden Farben, in denen Rot, Violett und Grün dominieren, eine neue Epoche in der Malerei Serbien einleitete. Ohne deskriptive Mittel und literarische Anspielung nutzt das Gemälde zudem universelle Symbole und sublimierte Eindrücke in der allgemeinen Darstellung des Kriegs-Schreckens. Allgemein als Hauptwerk der modernen Malerei im Nachkriegsjugoslawien betrachtet, ist es auch das erste moderne Schlachtengemälde in der serbischen Kunst.
Eine großformatige Tapisserie (5 × 3,33 m) des 16. Jahrhunderts mit der Darstellung des Schlacht (Bataille du Champs des Merles – La Bataille de Kosovo Polje) findet sich im ehemaligen königlichen französischen Schloss Chenonceau. Der im flandrischen Oudenaarde (Audenarde) gewirkte Wandteppich ist wahrscheinlich Teil eines Bildzyklus. Ein weiterer vermutlich in der Privatsammlung Yves Saint Laurent. Die Tapisserie war den bisherigen Forschern und Historikern völlig unbekannt und wurde durch Jelena Bojovic zufällig entdeckt. Dargestellt sind Patriarch Spiridon der Fürstin Milica segnet. Neben ihr ihre beiden Söhne Stefan und Vuk, bosnische Notablen und Milos Obilic. Im linken Hintergrund wird die osmanische Armee vor der Schlacht, rechts nach der Niederlage mit dem toten Corps Sultan Murat dargestellt.
Vereinzelt wurde die Amselfeldschlacht von Emigranten auch in der Architektur anderer Länder thematisiert, beispielsweise an dem von einem serbischen Bankier in Triest 1850 errichteten Palazzo Gopcevich.

### Drama und Film
Ljubomir Simović entwarf 1988 auf Initiative des Jugoslovensko Dramsko Pozorište das Drama Boj na Kosovu. Nachdem der Serbische Staatssender Radio Televizija Beograd (heute RTS) dieses zum 600sten Jahrestag der Schlacht in einer Serie adaptieren wollte, entschied man sich letztlich für einen Kinofilm in der Regie von Zdravko Šotra. Insbesondere blieb Žarko Laušević in der Rolle des Miloš Obilić in Erinnerung. Simović kehrte 2002 nochmals zu seinem Drama zurück, in dem er einer Kürzung von ursprünglich 21 auf 11Szenen vornahm.
1989 produzierte Radio Televizija Beograd ebenfalls eine dreiteilige Dokumentarserie (I-Najezda, II-Boj, III-Legenda) die durch Sima Ćirković und Miroslav Pantić wissenschaftlich betreut wurde. Die Serie, die an Originalschauplätzen gedreht wurde, gibt den historischen und literarischen Dokumenten breiten Raum.

## Politische Staatsakte
Als formeller Staatsakt wurde der Vidovdan in Serbien erstmals zur 550-Jahr-Feier 1939 begangen. Doch schon zur Krönung von König Peter I. 1904 wurden Szenen der Amselfeldschlacht nachgestellt und im Kult um Knez Lazar und Miloš Obilić mit der Zeremonie der Inauguration von König Peter verbunden.
Der Vidovdan wurde während des Ersten Weltkrieges 1916 auch in den mit Serbien verbündeten Entente-Mächten Frankreich und Großbritannien im sogenannten Kosovo Celebration Day offiziell begangen. Selbst in den USA wurde des Tages der Amselfeldschlacht 1918 unter dem damaligen amerikanischen Präsidenten Woodrow Wilson als Kossovo Day gedacht. Hierbei wurden die Amerikaner aufgerufen, in Kirchen für die Serben zu beten und am Weißen Haus auch die serbische Fahne gehisst.
Der Auftritt von Slobodan Milošević zur 600-Jahr-Feier der Schlacht am 28. Juni 1989 in Gazimestan und seine dortige Amselfeld-Rede wird als erste bedeutende Demonstration der serbischen Nationalbewegung und des schwierigen Prozesses der serbischen Identitätsfindung im krisengeschüttelten Jugoslawien der 1980er-Jahre gesehen. Die Nationalitätenkonflikte im späten Jugoslawien, die mit der Abkehr von einer Identifizierung mit der jugoslawischen Gesellschaft und Ablehnung eines gemeinsamen Staates zu den Jugoslawienkriegen beitrugen, wurden insbesondere im Westen aus der Amselfeldrede herausgelesen.

## Nationalmythos der Serben

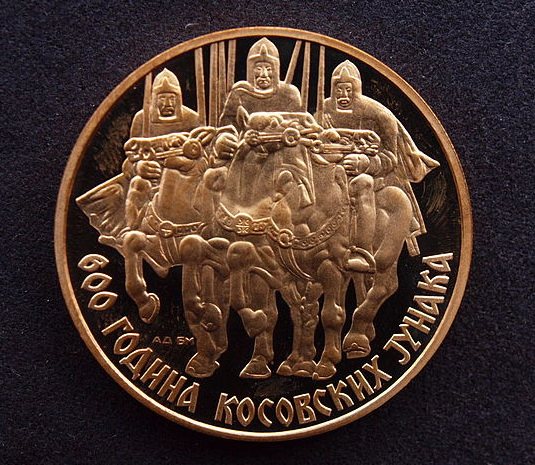
Erinnerungsmünze anlässlich der 600-Jahr-Feier 1989, Kosovohelden

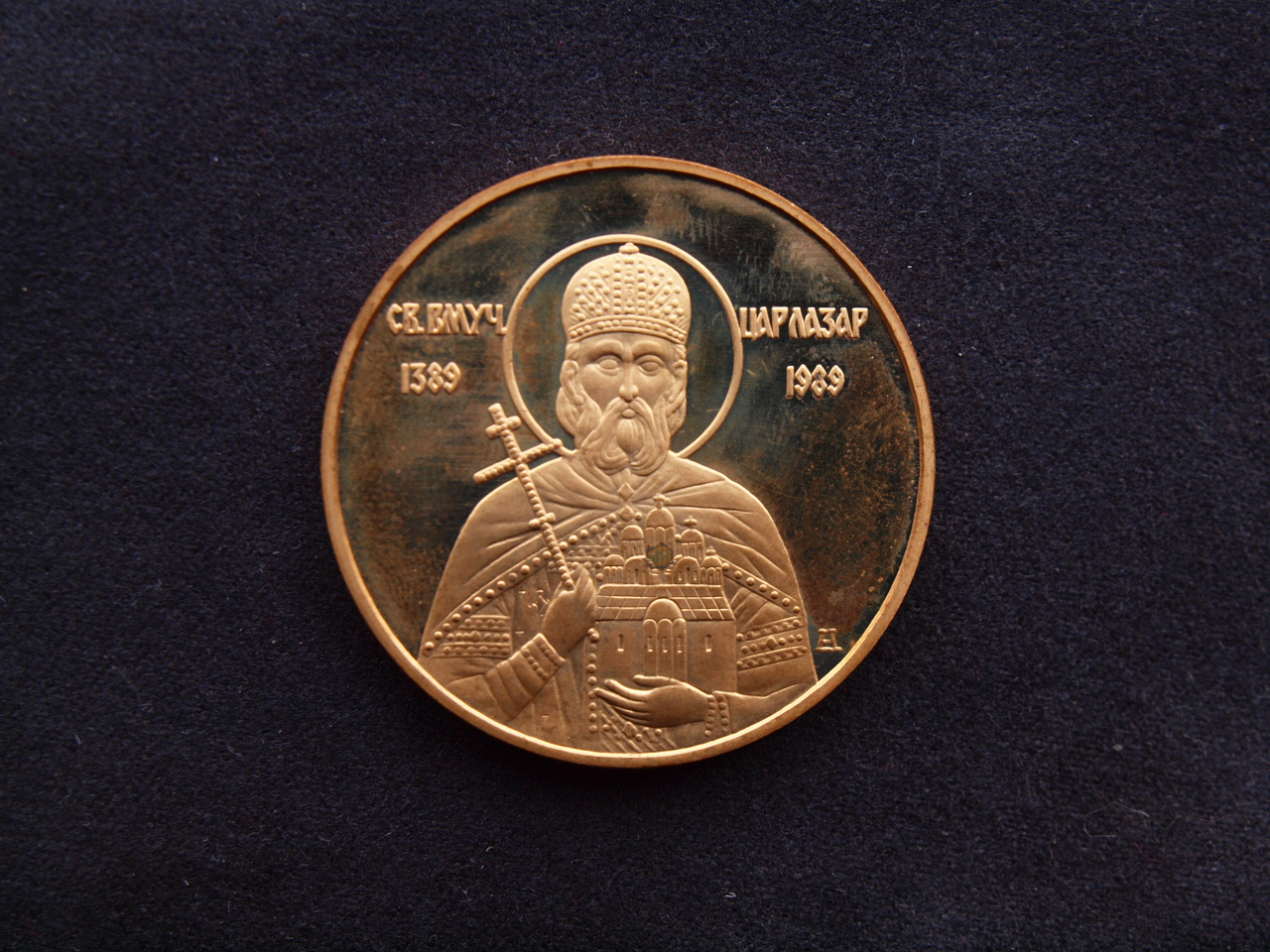
Erinnerungsmünze anlässlich der 600-Jahr-Feier 1989, Fürst Lazar

Die Wirkung der Schlacht auf dem Amselfeld als Motiv in der Serbischen Dichtung und Literatur beschrieb Svetozar Koljević: Das Bild vom Desaster in der Schlacht auf dem Amslefeld lebte Jahrhunderte in der Serbischen Literatur und oralen Tradition in ungreifbarer Farbigkeit einer Halluzination. Er betont, dass sie kein menschliches Drama oder historischen Impuls vermissen lässt, der die Schlacht auf dem Amselfeld nicht als Untergang nationaler Größe und Wohlstands sehen lässt.
Daher ist die Schlacht auf dem Amselfeld dasjenige historische Ereignis, das im Lauf der serbischen Geschichte am eindringlichsten verklärt wurde. Im religiösen und nationalen Selbstverständnis wurde das Amselfeld zum schicksalhaften Ort serbischer Geschichte. Seine Singularität ist im Gedicht Kosovo polje Vasko Popas irdisch und metaphorisch: Ein Feld wie kein zweites, Himmel darüber, Himmel darunter,
Fürst Lazar, als Führer der christlichen Koalition, wird schon unmittelbar nach der Schlacht die Aureole des Märtyrers zugesprochen. Er nimmt durch die Heiligsprechung, die literarische Behandlung und den Kult des Amselfeldmythos bis heute eine exponierte Stellung im serbischen Nationalbewusstsein ein.
Im Syntagma, der den Kosovo zum teuersten serbischen Wort (Kosovo najskuplja srpska reč, Matija Bećković 1989) erklärte, fand sich in serbischen Medien Ende der 1980er Jahre ein geflügeltes Wort, das markant die Periode nationaler Selbstfindung und nationalistischer Exzesse im Jugoslawien der späten 1980er- und gesamten 1990er-Jahre widerspiegelt. Es fungierte somit als eine Kurzfassung des nationalserbischen politischen Aufbruchs im zerfallenden Jugoslawien.

### Der Kosovo-Zyklus in der epischen Dichtung

#### Herkunft und literarische Einflüsse
In der serbischen epischen Dichtung sind die Gesänge des Kosovozyklus seit dem späten 15. Jahrhundert bekannt. Die serbische epische Dichtung wurde oral tradiert und wird bis heute von einem Sänger, dem Guslar, der zumeist die Spießgeige Gusle als Begleitinstrument nutzt, vorgetragen.
Strukturell sind diese Gesänge aus der mittelalterlichen Dichtung in den feudalen Zentren an der Adriaküste, den Bugarštice, hervorgegangen (14 oder 16 Silben in einer Verszeile). Hier wurden die Heroen der Schlacht vom Amselfeld, nach dem Zusammenbruch des serbischen Reiches 1459, durch die Emigration zahlreicher serbischer Adliger an die Adriaküste und die Herzegowina literarisch von den ehemaligen serbischen Hofdichtern sowie der Tradition verhafteten Adligen als zentrale Gestalten in die epischen Gesänge aufgenommen, die bald zu einem Zyklus verschiedener Geschichten anwuchsen, die auch außerhalb des Amselfeldkontexts Themen fanden.
Vermutlich sind die serbischen epischen Gesänge durch die italienische Dichtung, insbesondere von Ariosto und Tasso, sowie von der Tradition der Trobadore und den kastilischen Romances (Romanceros, romances), die den Konflikt zwischen Islam und Christentum behandeln, in den feudalen Zentren Dalmatiens wie Ragusa, dem späteren Dubrovnik, beeinflusst worden. Die Schlacht selbst wird in den Gesängen nicht beschrieben, aber die Figuren und Handlungen kreisen um das große Ereignis der Schlacht.

#### Korpus der Epen
Die älteste Bugarštice (Langvers) mit der Beschreibung der Schlacht auf dem Amselfeld (Lied der Schlacht auf dem Amselfeld) hatte im 18. Jahrhundert der Dubrovniker Dichter Jozo Betondić (1709–1764) von einem unbekannten Sänger aufgezeichnet. Die einzelnen Ereignisse und Motive dieser Bugarštica von etwa 250 Zeilen Länge fanden sich 1823 ein Jahrhundert später als Volksgesänge der deseterci (Zehnsilber, oder Kurzvers) in der Leipziger Edition von Vuk Stevanović Karadžićs Zweiten Buchs der vierbändigen Ausgabe der Serbischen Volkslieder (Narodna srbska pjesnarica) in den Pjesme junačke najstarije (Älteste Heldenlieder) wieder. Im Korpus der Amselfeldepen stehen neben einigen Fragmenten insgesamt acht Gesänge, die alle auch Motive und Elemente der Bugarštica Betondićs wiedergeben. Gemeinsam ist den Gesängen die Beschreibung der Ereignisse unmittelbar vor, während und nach der Schlacht. Im Œuvre der serbo-kroatischen Vokspoesie treten sie durch die Bedeutung des Themas stark hervor und stellen in ihrer Heimat wie auch in Übersetzungen auch die bekanntesten Epen der Südslawen. Das Genre der südslawischen Heldeneben erreicht in der Darstellung ihres erhabensten und vielleicht schwierigsten dichterischen Themas auch den Höhepunkt der Gattung. Obwohl die epische Poesie Serbiens auch das reichste epische Material einer einzelnen europäischen Sprache umfasst, haben sich nur wenige Gesänge der Amselfeldschlacht überliefert. Neben Fragmenten (Komadi različnijeh Kosovkijeh pjesama) sind die überlieferten acht Epen:
- Zarin Milica und der Drache von Jastrebac (Carica Milica i Zmaj od Jastrepca)
- Zar Lazar und Zarin Milica (Car Lazar i carica Milica)
- Der Untergang des serbischen Reiches (Propast carstva srpskoga)
- Stefan Musić (Musić Stefan)
- Der Tod der Mutter der Jugovići (Smrt majke Jugovića)
- Zarin Milica und der Woiwode Vladeta (Carica Milica i Vladeta vojvoda)
- Das Mädchen vom Amselfelde (Kosovka djevojka)
- Das Gebet des Fürsten Lazar (Obretenije glave kneza Lazara)

##### Das Mädchen vom Amselfeld
Eine der bekanntesten Figuren aus den epischen Gesängen ist das Mädchen vom Amselfeld. Es sucht nach der Schlacht nach Überlebenden und versorgt die Verwundeten mit Essen und Wein. Durch die Erzählung des tödlich verwundeten Helden Pavle Orlović erfährt es, was sich zugetragen hat. Das Mädchen vom Amselfeld ist in der serbischen Kultur seither Sinnbild von Güte und Hilfsbereitschaft:
Frühe Rose, junges Mädchen vom Amselfeld

Frühe Rose am sonntäglichen Morgen

Rose vor der strahlenden Morgensonne

Die weißen Ärmel ihrer Robe hat sie zurückgeworfen

Hat sie hinter ihre weichen, weißen Ellenbogen geworfen

Trägt auf ihren Schultern weißes Brot

Trägt zwei leuchtende Krüge

Mit frischem Wasser hat sie den einen gefüllt

und den anderen mit gutem dunklen Wein

Dann sucht sie die weite Niederung des Amselfeldes

Sucht den Platz, wo Zar Lazar stand

Wandert zwischen verblutenden Helden

Als sie einen lebenden darunter entdeckt

Gibt sie ihm kühlendes Wasser

Gibt ihm, wie das Sakrament, den roten Wein

Und bietet dem Helden das gute, weiße Brot

### Kulte um den Veitstag und die Amselfeldschlacht

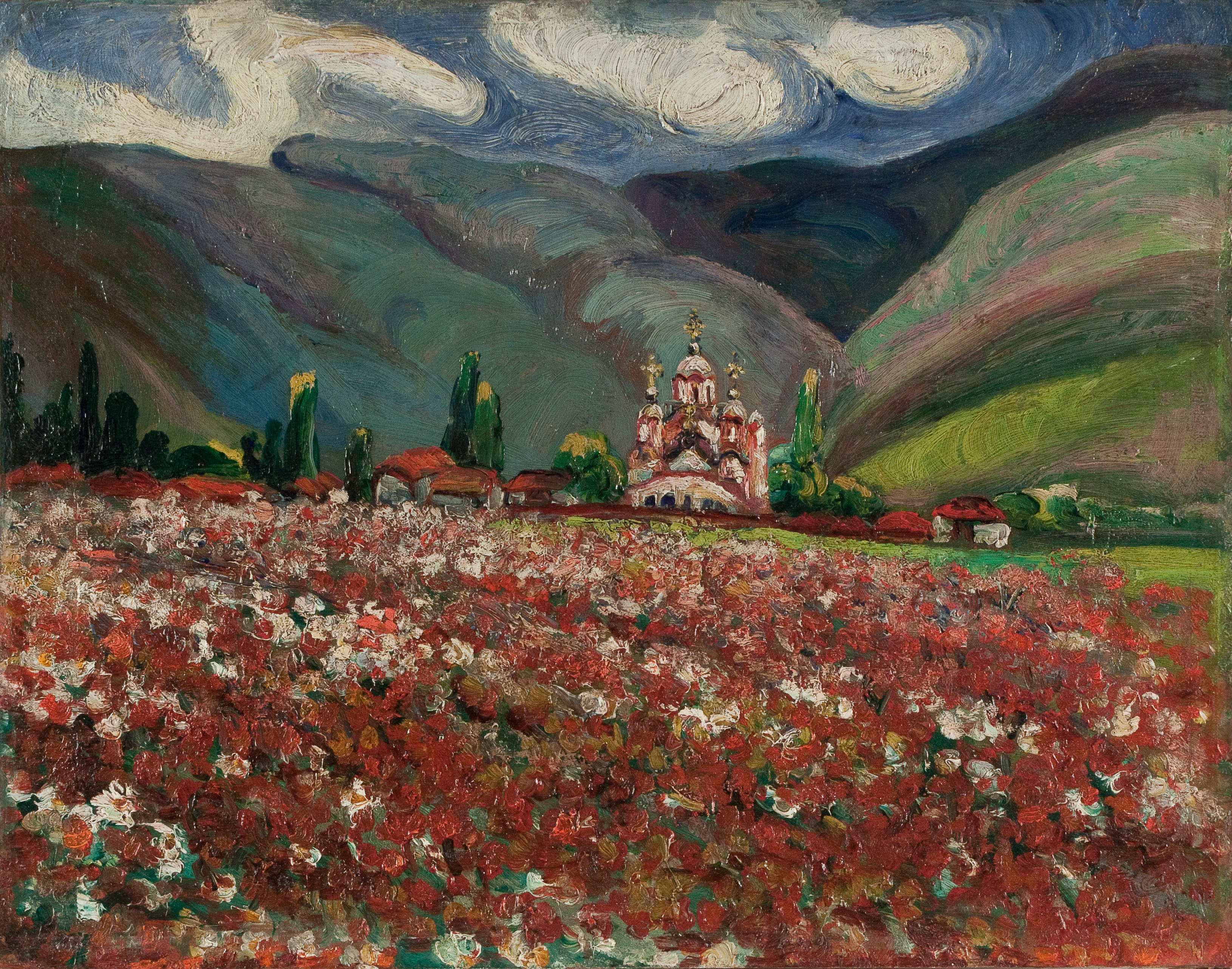
Nadežda Petrović, Rote Pfingstrosen (serb. Kosovski božuri)

In Erinnerung an die Gefallenen der Amselfeldschlacht entstanden zahlreiche Rituale und Symbole: der kultische Totentanz Vidovdanka, die Pfingstrose, die aus dem Blut der Gefallenen entsprossen sein soll, oder das am Gedenktag sprudelnde heilige Wasser Vidovica.

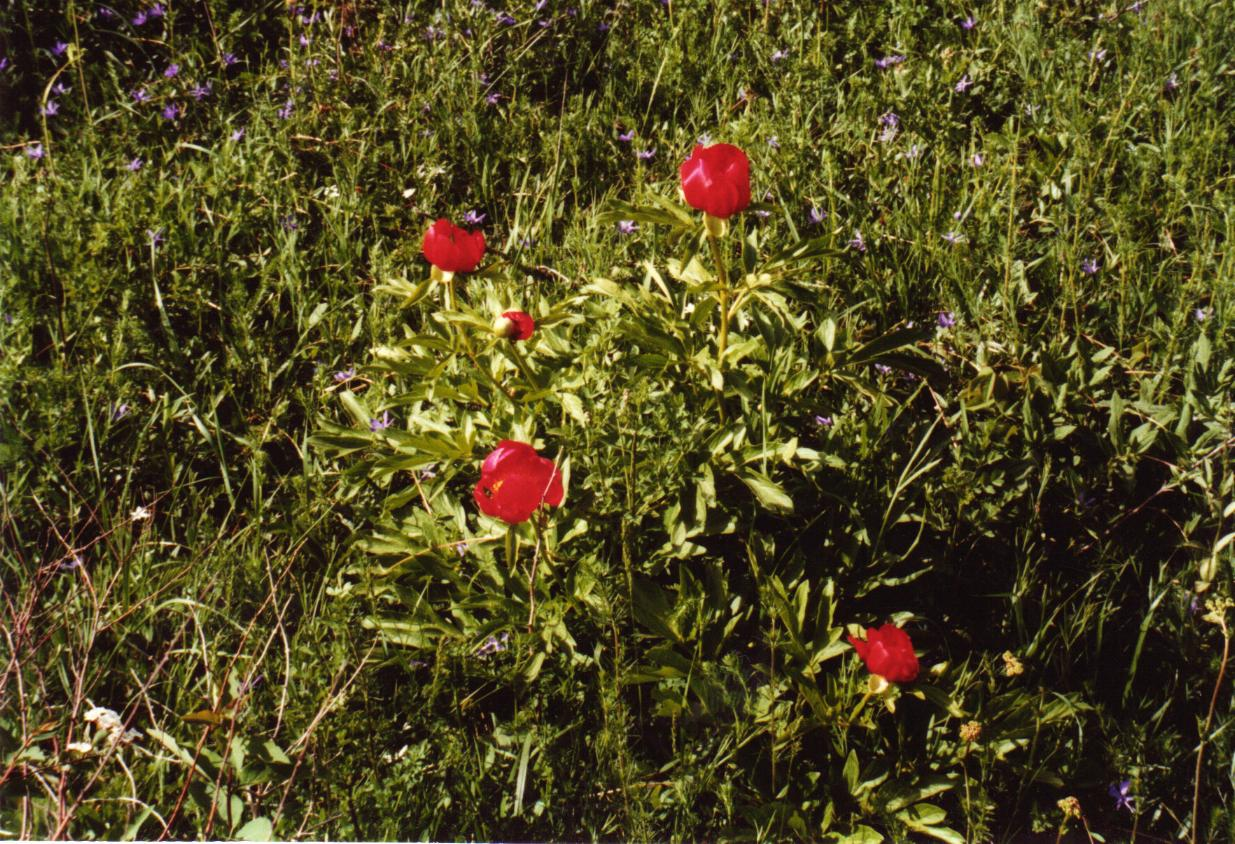
Eine Byzantinische Pfingstrose (Paeonia peregrina) am Fuße des Denkmals am Gazimestan

Nach dem Volksglauben entwickelten sich beispielhaft die Amselfelder Pfingstrosen aus vergossenem Blut der Amselfelder Helden; die roten aus serbischem und die blauen aus türkischem. So entstand auch der Brauch, dass der Hausherr auf dem Amselfeld am Vorabend des Vidovdan jedem Menschen, der zur Vidovdanka aufbrach, einen Strauch Päonienblüten mitgab. Generell verbanden sich im serbischen Volksbrauchtum parallele Entwicklungen im Kult um den Veitstag (der heidnische Kult des Svantovit wurde hier mit Christlichem vermischt) und den Hl. Veit sowie den Amselfeldmythos. Dabei haben sich im Sankt-Veits-Kult die ursprünglichen Vegetationsrituale des Veitstages erhalten und mit der Amselfeldschlacht verbunden.
Die Amselfeld-Pfingstrose wird in den serbischen Volksliedern oft mit mythischem Bezug besungen. Das Päonien-Motiv ist hier ein Symbol der Wiedergeburt und Fruchtbarkeit und hat auch eine sexuelle Konnotation. Das bekannteste Beispiel eines solchen serbischen Volksliedes aus dem Kosovo ist Kosovski božuri (dt. Amselfeld-Päonien, auch Usnila je dubok sanak), das beispielsweise von der Volkssängerin Jelena Tomašević eingespielt worden ist.
Kosovski božuri (Usnila je dubok sanak)

Usnila je dubok sanak

sa Kosova Rada,

pa se svome milom, dragom

u naručju jada.

Hej, dragi, dragi

božurove sadi

ja ću vodu, a ti koren

nek izniknu mladi

Vidiš, dragi, širom polja

božurova nema

samo kamen, ljuto trnje

pod oblakom drema

Refrain

Da procveta ravno polje

oko manastira

i da pastir ispod brda.

u frulu zasvira
Amselfeld-Päonien (Es träumt einen tiefen Traum)

Es träumt einen tiefen Traum

Rada vom Amselfeld

in dem sie ihren Liebsten, Teuersten

im Leid umarmt

Hey Liebster, Liebster

pflanze Päonien

ich bringe Wasser, du die Wurzel

denn kommen sollen junge

Siehst du Liebster, auf dem ganzen Feld

nicht eine Päonie

nur Fels und böse Dornen

die unter Wolken dösen

Refrain

Damit das ebene Feld

ums Kloster erblüht

und der Hirt am Berg

die Flaute spielt
Von serbischen Lyrikern ist das Blut-Emblem der Pfingstrose zahlreich behandelt worden, darunter Milan Rakič (Božur), Vasko Popa (Kosovo polje); Vuk Drašković (Kosovo), Dragoljub Filipović (Kosovski božuri, Pesme 1917).
In der bildenden Kunst hat die Expressionistin Nadežda Petrović das Thema in ihrem bekannten Gemälde Rote Pfingstrosen behandelt.
Bis heute ist die Pfingstrose eine Metapher für das Opfer der serbischen Krieger auf dem Amselfeld, aber auch ein wesentlicher Bestandteil nationalistischer Parolen und daher selbst in modernen und aktuellen Bezügen eine stark emotionalisierende Vokabel.
Die Byzantinische Pfingstrose (Paeonia peregrina Mill.) trägt aus den gesagten Gründen sowie ihrer in Serbien hauptsächlich auf den Kosovo beschränkten Verbreitung wegen im Serbischen bezeichnenderweise auch den Trivialnamen Kosovski božur (kyrill: Косовски божур). Božur ist zudem im Serbischen ein männlicher Vorname.

## Datum
Als Datum der Schlacht wird manchmal der 28. Juni oder nach osmanischen Quellen der 16. Schaʿbān 791hiǧrī/ 10. August 1389jul. angegeben. Ersteres liegt daran, dass ab 1900 der 15. Juni des Julianischen Kalenders auf den 28. Juni des heute international benutzten Gregorianischen Kalenders fällt. Da die serbisch-orthodoxe Kirche den gregorianischen Kalender nicht übernommen hat, gilt in Serbien heute der 15. Junijul. / 28. Junigreg. als Gedenktag. Zum Zeitpunkt der Schlacht gab es aber noch keinen Gregorianischen Kalender, daher war damals das Datum eindeutig.
Unter dem Einfluss der Romantik und des Panslawismus des 19. Jahrhunderts wurde der Vidovdan (deutsch: St.-Veits-Tag) als Feiertag des altslawischen Gottes Svantovit (deutsch: „der heilige Herrscher/Sieger“) interpretiert. Er soll der oberste Kriegsgott der alten Slawen gewesen sein. Die Serben sollen diesen Tag gewählt haben, um mit den Osmanen die Schlacht auf dem Amselfeld auszutragen. Die moderne serbische Geschichtswissenschaft vermutet hingegen, dass der Vidovdan ein Überbleibsel des im 12. Jahrhundert beinahe dominierenden römisch-katholischen Einflusses war oder dass deutsche Siedler und Bergleute, die im 13. Jahrhundert nach Serbien kamen, den Feiertag mitbrachten und dieser dann auch von den orthodoxen Serben übernommen wurde.
Heute ist der 28. Juni in Serbien Gedenk- und Feiertag.

### Zeitgenössische Chroniken
- Unbekannter Verfasser: Història de Jacob Xalabín. Badia, Lola. «Estudi introductori». In: Història de Jacob Xalabín. Edicions 62, Barcelona 1982, ISBN 84-297-1822-2, S. 5–23.
- Unbekannter Verfasser: Cronica Volgare di Anonimo Fiorentino, dall’anno 1385 al 1409; ed. E. Bellondi, Rerum Italicarum Scriptores t. XXVIII, p, II, Città di Castello 1915, S. 77–79.